# Perrigny (Jura)
 (février 2024).
Pour les articles homonymes, voir Perrigny.
Perrigny est une commune française située dans la banlieue de Lons-le-Saunier, dans le département du Jura, soit dans la région culturelle et historique de Franche-Comté et la région administrative Bourgogne-Franche-Comté.
Ses habitants se nomment les Perrignois et Perrignoises.

## Étymologie

### Étymologie de Perrigny
Au fil du temps, la dénomination du village a évolué.
À l'époque gallo-franque, la commune s'appelait « Paterniacus », Pratum.
Par la suite, on retrouve Parruniachum, puis Parrigniacum, en passant par Parigny (d'où Renaud de Parigny, chevalier de 1240), Preigney (d'où Jacques de Preigney, XIIIe siècle)), sans oublier Par(r)igney et Perrigny-en-Montagne.
La base de ce nom latin serait le nom propre romain Patrinius, ayant évolué en Patriniacum et Parriniacum. En effet, Patrinius est dérivé de l'adjectif latin patrinus, qui signifie « qui vient du père », auquel on a ajouté le suffixe -acum.
On peut aussi songer à un dérivé de la racine gauloise petuar- qui signifie « quatre », pour désigner un carrefour de voies importantes, ce qui correspondrait à la situation géographique de Perrigny. La racine celtique petr signifie aussi « quart », « hameau » ou « quartier ».
Enfin, le nom pourrait venir de l'ancien français "perreis", une pierre ou amas pierreux, évoquant par exemple la présence de tumuli (présents entre Perrigny et Pannessières). En Bourgogne, une « paraire » est une carrière, ce qui se dit« parire » dans le dialecte jurassien. Le terme perreis « pierre » accompagné du suffixe « -igny » donne le sens de "fondation, installation" ou un sens hydronymique de même nature que les « -ogne » ou « -ugne ». Cela peut vouloir dire « un établissement construit en pierre », un « lieu caillouteux ou d'éboulis humides » ou plus rarement un « chemin empierré mais humide ».
En latin : per- signifie « au travers » et -ignis signifie « feu ». Ces deux termes se retrouvent sur le blason de Perrigny.
Ce nom latin comporte des homographes assez nombreux tels Perrigny et Perrigny-sur-Armançon dans l'Yonne, Perrigny-sur-l'Ognon et Perrigny-lès-Dijon en Côte-d'Or, Perrigny-sur-Loire, en Saône-et-Loire, mais aussi des homonymes s'écrivant "Périgny", ainsi que des paronymes en "Par(r)igny".

### Étymologie des lieux-dits Perrignois

#### Choisey
Ce quartier de Perrigny correspond à l'actuelle zone comprise entre la route de Conliège et le chemin de Choisey. Ce serait un lieu qui permet de voir, d'apercevoir, de guetter.

#### Marechode
Ce quartier de Perrigny correspond à l'actuelle zone délimitée par la rue de la Lathe, la rue de Jean Qui Vient et la rue des Rochats. Il s'agit d'un terrain marécageux de mareschal « petit marais » du latin tardif mariscum.

#### Le Barille
Ce quartier de Perrigny correspond à l'actuelle zone située juste au sud du 800 rue de Chonay. De barriculum « le tonnelier » ou « l'homme qui voiture le vin ».

## Géographie
La commune de Perrigny fait partie du canton de Poligny ; elle est située à l'est de la ville avoisinante : Lons-le-Saunier.
Perrigny est constitué d'un centre historique, situé entre ses deux églises, d'une partie résidentielle et d'une importante zone industrielle.
Le village de Perrigny est adossé au revers occidental de la montagne de Coldre, où se situait dans l’Antiquité un important camp romain qui fut sans doute à l’origine de cette implantation.

### Hydrographie
La Vallière et le ruisseau des Combes sont les principaux cours d'eau parcourant la commune.
La Vallière présente un débit moyen de 2,5m³ par seconde et peut atteindre 5m³ par seconde dans sa portion perrignoise.

### Communes limitrophes

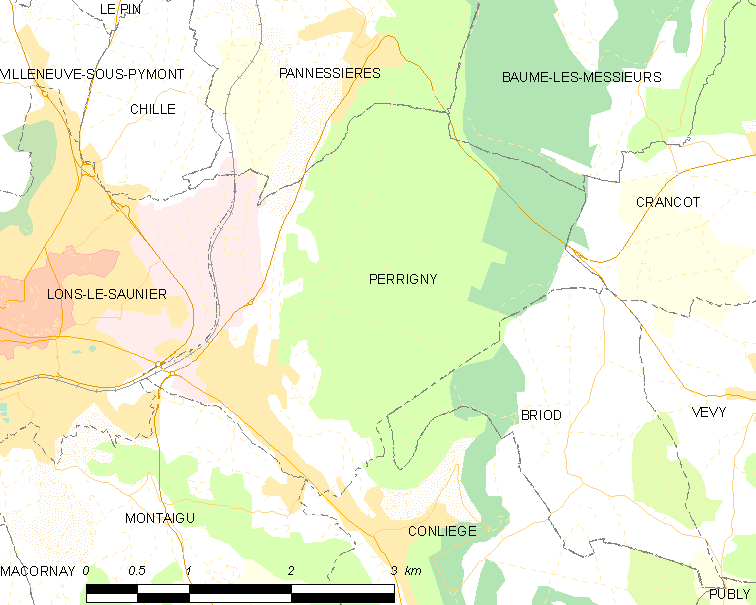
Carte de la commune de Perrigny et des communes alentoures.

### Climat
Pour des articles plus généraux, voir Climat de la Bourgogne-Franche-Comté et Climat du département du Jura.
En 2010, la commune a un climat de montagne, selon une étude du CNRS s'appuyant sur une série de données couvrant la période 1971-2000. En 2020, Météo-France publie une typologie des climats de la France métropolitaine, où la commune est exposée à un climat semi-continental et est dans la région climatique du Jura, qui est caractérisée par une forte pluviométrie en toutes saisons (1 000 à 1 500 mm/an), des hivers rigoureux et un ensoleillement limité.
Pour la période 1971-2000, la température annuelle moyenne est de 10,7 °C, avec une amplitude thermique annuelle de 17,5 °C. Le cumul annuel moyen de précipitations est de 1 321 mm, avec 13,1 jours de précipitations en janvier et 9 jours en juillet. Pour la période 1991-2020, la température moyenne annuelle observée sur la station météorologique de Météo-France la plus proche, « Lons le Saunier », sur la commune de Montmorot à 4 km à vol d'oiseau, est de 11,8 °C et le cumul annuel moyen de précipitations est de 1 147,4 mm. 
La température maximale relevée sur cette station est de 39,8 °C, atteinte le 12 août 2003 ; la température minimale est de −19,6 °C, atteinte le 9 janvier 1985,,.
Les paramètres climatiques de la commune ont été estimés pour le milieu du siècle (2041-2070) selon différents scénarios d'émission de gaz à effet de serre à partir des nouvelles projections climatiques de référence DRIAS-2020. Ils sont consultables sur un site dédié publié par Météo-France en novembre 2022.

## Urbanisme

### Typologie
Au 1er janvier 2024, Perrigny entre dans la catégorie « centre urbain intermédiaire », selon la nouvelle grille communale de densité à sept niveaux définie par l'Insee en 2022.
Elle appartient à l'unité urbaine de Lons-le-Saunier, une agglomération intra-départementale regroupant onze communes, dont elle est une commune de la banlieue,,. Par ailleurs la commune fait partie de l'aire d'attraction de Lons-le-Saunier, dont elle est une commune du pôle principal,. Cette aire regroupe 139 communes et est catégorisée dans les aires de 50 000 à moins de 200 000 habitants,.

### Occupation des sols
L'occupation des sols de la commune, telle qu'elle ressort de la base de données européenne d’occupation biophysique des sols Corine Land Cover (CLC), est marquée par l'importance des forêts et milieux semi-naturels (68,7 % en 2018), une proportion identique à celle de 1990 (68,7 %). La répartition détaillée en 2018 est la suivante :
forêts (68,7 %), zones agricoles hétérogènes (12,5 %), zones urbanisées (9,4 %), zones industrielles ou commerciales et réseaux de communication (7,2 %), prairies (1,8 %), terres arables (0,3 %). L'évolution de l’occupation des sols de la commune et de ses infrastructures peut être observée sur les différentes représentations cartographiques du territoire : la carte de Cassini (XVIIIe siècle), la carte d'état-major (1820-1866) et les cartes ou photos aériennes de l'IGN pour la période actuelle (1950 à aujourd'hui).

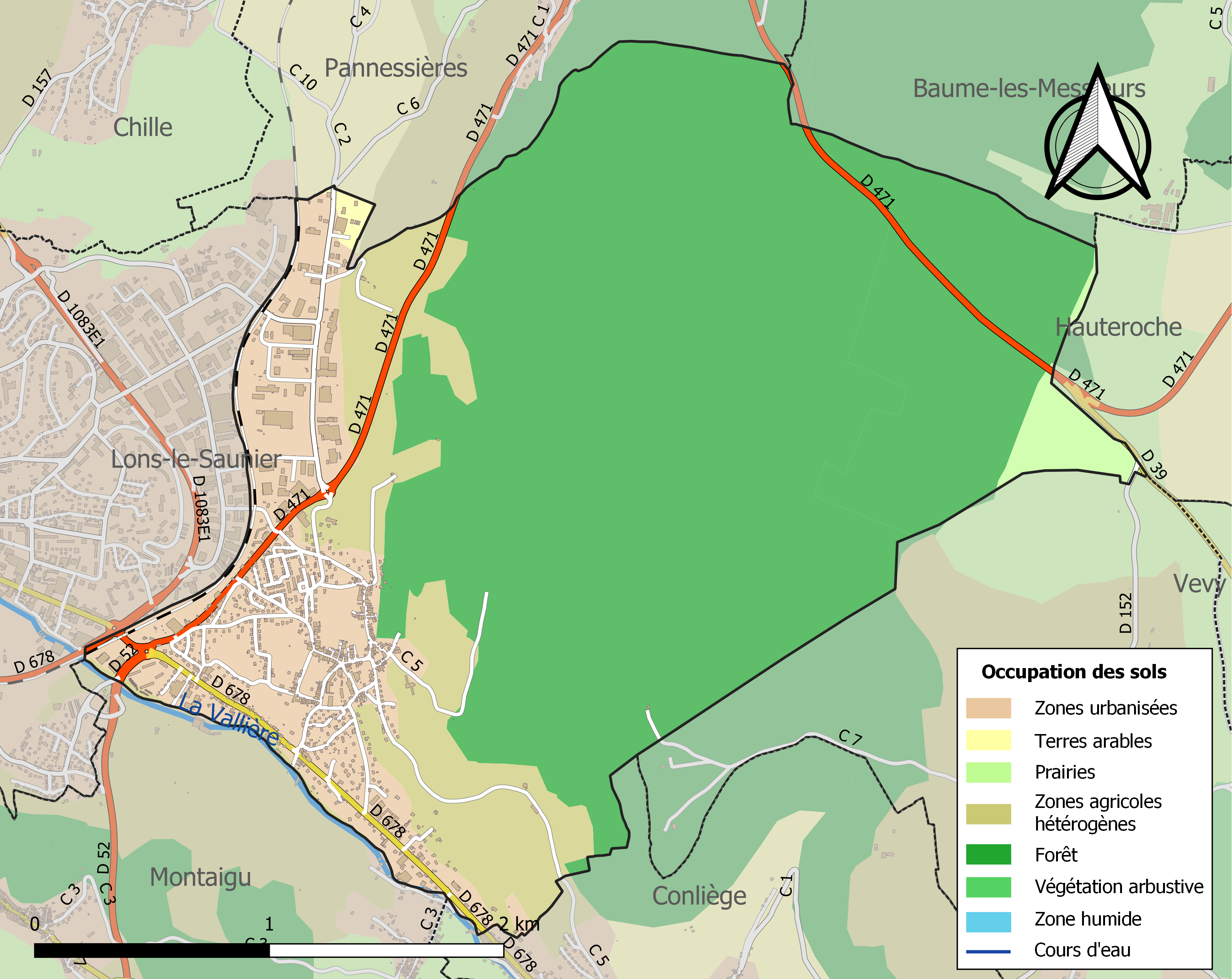
Carte des infrastructures et de l'occupation des sols de la commune en 2018 (CLC).

## Géologie
Le territoire communal repose sur le bassin houiller du Jura, où le charbon est découvert par un sondage. De l'halite est exploité pour la saline de Montaigu.
On trouve sur le territoire de la marne, des sablières, des gravières, de la pierre ordinaire à bâtir, de la pierre à chaud ordinaire et hydraulique.
On trouve du gaz à Perrigny, lequel fut exploité de 1948 à 1969 (date de l'arrivée du gaz de Lacq).

## Histoire

### Âge du Bronze
Une fibule datée du Bronze final fut trouvé « en Oiselay » ainsi qu'un « potin au sanglier », qui témoignent d'une présence gauloise.
Perrigny est cité dans un article répertoriant les épingles à tête cylindro-conique. En effet, toujours au lieu-dit "en Oiselay", une épingle a été découverte le 9 mars 1867 dans une vigne en compagnie d'ossements. S'agit-il d'une tombe ? Il s'agit d'un don de M. Gros. Cette épingle est décrite "à tête massive et globuleuse [...]. Registre d'incisions circulaires, avec à sa base d'autres incisions obliques".
En 2005, des fouilles archéologiques conduites par le service régional de l'Archéologie de Franche-Comté ont eu lieu à Perrigny, rue de la Lième, au lieu-dit « Les Plantées ». Elles ont révélé la présence de vestiges appartenant à un habitat de l'âge du Bronze final : une couche anthropique, des traces de fosses, l'implantation de trous de poteau et une structure de combustion à pierres chauffantes. La structure de combustion à pierres chauffantes mesurait 180cm sur 120cm. Des fragments de céramique attribués à cette époque ont été mis au jour dans plusieurs remplissages de fosses ou de trous de poteau. Il s'agit de céramique culinaire dont l'épaisseur varie entre 5 et 10mm.
Une fouille a fait suite à celle de 2005, mettant en évidence, entre autres, 8 trous de poteaux, 3 vases-silos et 6 structures de combustion à pierres chauffantes. Ces dépôts anthropiques protohistoriques ont été trouvés à près d'un mètre sous terre.

### Antiquité
- Perrigny comptait une ou plusieurs villas rurales de l'époque gallo-romaine[1]. Étant sous le camp de Coldre, la présence de soldats de l'ancienne Italie à Perrigny est probable[24]. De plus, Perrigny se situe probablement dans un des domaines de la villa de Marcenay (commune actuelle de Pannessières), dont les plans attestent sa présence au Ier siècle[25].Le camp de Coldre, sa chapelle et son cimetière

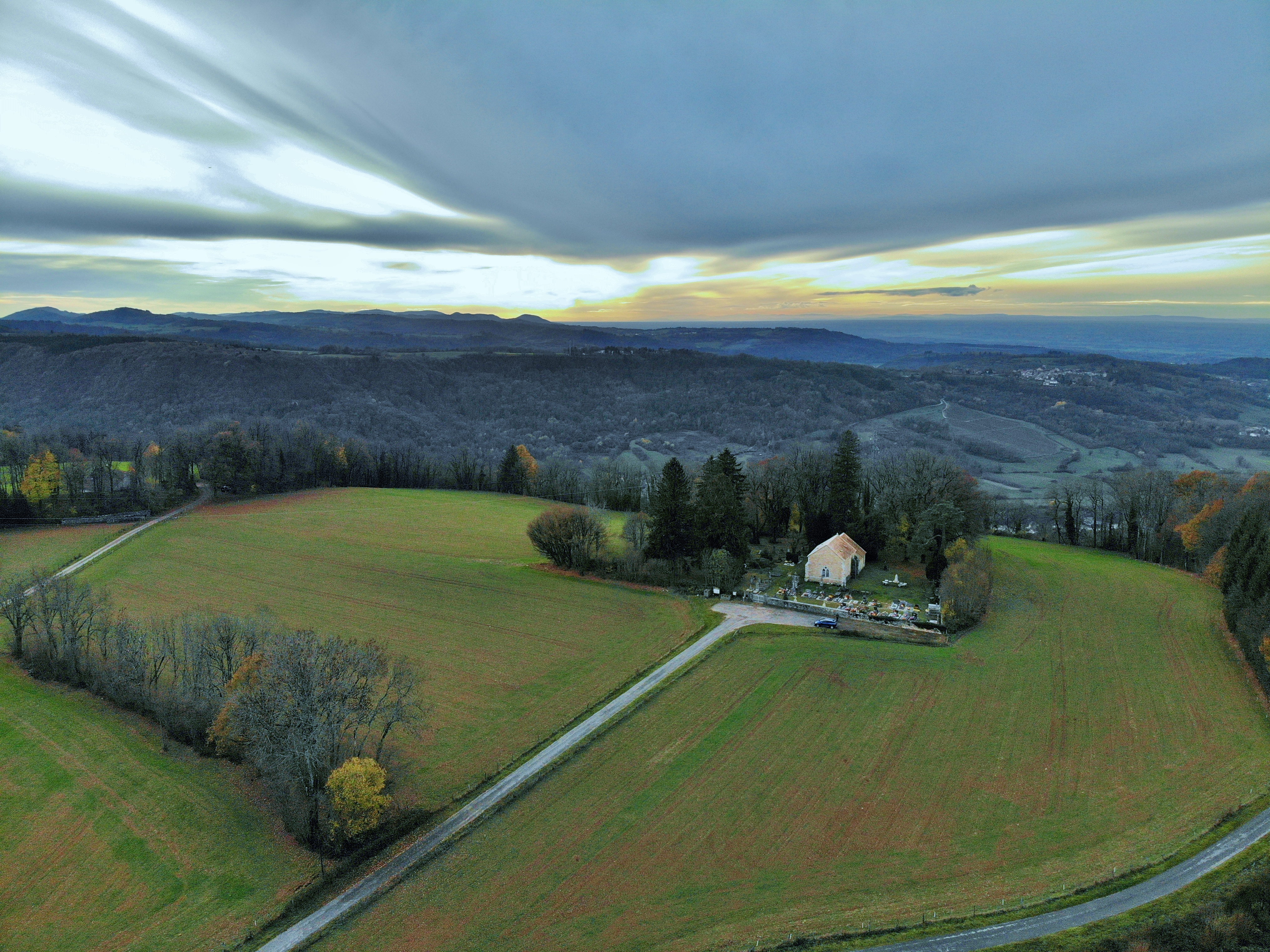
Le camp de Coldre, sa chapelle et son cimetière

- Dans les champs appelé "au Clos" et "à la Charité", on trouve fréquemment des tuileaux à rebords, des décombres de bâtiments et des monnaies du haut et du bas empire.
- La voie gauloise reliant Lons-le-Saunier à Orgelet, partait du quartier de Richebourg (à Lons-le-Saunier), tirait à Perrigny et descendait du centre de Perrigny contre la Vallière, qu’elle traversait sur le pont en face de l’éminence de Pontoux, remontait le cours de cette rivière sur sa rive gauche et passait au-dessous de Vatagna, pour aboutir à Conliège. Sa direction est marquée par le large sentier qu’on suit encore aujourd’hui. Entre ce chemin et le pied du Montaigu, se dessinent des ondulations de terrains connues sous le nom de « Saint-Martin » ou de « Chavenay ».

### Moyen-Âge
- Fief de Château-Renaud : dans le lieu-dit en Château-Renaud (à l'est de l'actuelle rue de Charrière[26])[4], existait une maison forte possédée par une famille noble de nom et d’armes, qu’il ne faut pas confondre avec une maison du même nom qui florissait en même temps à Château-Renaud, près de Louhans. Pierre de Château-Renaud signa, en 1147. comme témoin, une charte de Guillaume de Vienne.
- Le titre le plus ancien qui mentionne Perrigny est un diplôme de l'empereur Frédéric-Barberousse, de l'an 1157, dans lequel ce village est recensé parmi les possessions de l'abbaye de Baume[27] et du domaine des Rois de Bourgogne[24].
- Perrigny était du domaine des rois de Bourgogne et fit partie de la dotation de l'abbaye de Baume. Le doyen de ce monastère y exerçait la basse justice; la justice haute et moyenne appartenait à l'abbé et fut l'objet d'une réserve expresse dans l'inféodation de Montaigu, consentie en 1208, par l'abbé Thiébaud au comte Étienne II de Bourgogne. De graves difficultés s'élevèrent, à ce sujet, entre Renaud de Bourgogne (comte de Montbéliard et seigneur de Montaigu) et Simon (abbé de Baume). Le premier prétendait avoir seul le droit de publier le ban des vendanges à Perrigny et de percevoir les amendes résultant des contraventions à cette publication. Par un traité de l'an 1304, il fut convenu que le ban serait mis en commun par les officiers du comte et de l'abbé, et qu'en cas de désaccord entre eux, l'ouverture des vendanges serait fixée par 12 habitants notables du lieu et publiée à l'église; que le seigneur de Montaigu aurait seul la haute justice à Perrigny, mais qu'il ne pourrait recevoir dans sa commandise aucun sujet de l'abbé ou des religieux, ni acquérir aucun bien dans ce village.
- Entre Perrigny et Pannessières se trouve un vaste territoire déjà qualifié, en 1313, de champ de bataille. Les fossés qui l’entouraient figurent dans les chartes sous le nom de Terreaux de la Bataille. Ces dénominations rappellent le souvenir du combat sanglant qui se livra dans l’Antiquité des deux côtés du camp de Coldres, ainsi que l’attestent les nombreux tumuli. Un quartier du village s’appelle au Villard, ce qui indique une origine romaine. Les terrains environnants étaient désignés sous le nom de Champs de Rome.
- Le château de Perrigny fut détruit puis reconstruit au XIVe siècle.
- C’est dans la plaine au-dessous de Perrigny que le maréchal Jean III de Vergy convoqua, en 1394, toute la noblesse de Bourgogne pour marcher contre le seigneur de Beaujeu qui faisait des incursions dans la province.
- Amé ou Amédée de Chalon, abbé de Baume, exposa à Louis de Chalon (comte de Tonnerre, sire de Châtelbelin et de Montaigu), son neveu, qu'il devait avoir justice haute, moyenne et basse à Perrigny, y ordonner seul le ban des vendanges, instituer les sergents et les gardes des vignes; qu'au mépris de ses droits, les officiers de Montaigu étendaient leur juridiction sur les habitants de ce village, les condamnaient à des amendes arbitraires, les gageaient et les opprimaient de toute manière, se permettant même de recevoir les sujets de l'abbaye dans la commandise du prince. Louis de Chalon, qui était généreux jusqu'à la prodigalité, ne fit nulle difficulté de reconnaître les torts de ses agents, et, par un acte du 23 février 1409, il déclara qu'à l'abbé, son oncle, et à ses successeurs, appartiendraient seuls la justice haute, moyenne et basse, même les exécutions à mort et les biens confisqués sur les criminels, et renonça à tous les droits qu'il pouvait avoir à Perrigny. Cet acte révèle deux faits importants : Amé ou Amédée de Chalon n'était point le frère de Louis de Chalon, comme l'indiquent tous les historiens, mais bien son oncle, et que Louis de Chalon jouissait déjà, au mois de février 1409, de Châtelbelin et de Montaigu, quoique ses biens eussent été confisqués par le duc de Bourgogne au mois de décembre 1407, et qu'ils ne lui eussent été restitués officiellement qu'au mois de mai 1410. Il paraît que les volontés de ce prince ne furent pas respectées, car les seigneurs de Montaigu ont exercé la haute justice à Perrigny dès l'an 1413, comme l'avait fait Renaud de Bourgogne.
- Fiefs de prévôté et autres : la prévôté de Perrigny fut inféodée héréditairement par l’abbaye de Baume à une famille qui prit le nom de ce village. Renaud de Perrigny, chevalier, vivait en 1240 ; Jacques de Preigney, chevalier, Jeannette et Vuillemet, ses enfants, et les fils d’Odin de Preigney, firent hommage de leur fief à l’abbé en 1323. Le domaine appartenant à cette famille se divisa et fut porté en dot aux familles de Boujailles et de Chaussin. Visin de Boujailles et Jean de Chaussin, écuyers, reprirent de fief de l’abbé Amé de Chalon en 1403.
- Parmi les autres feudataires de l’abbaye à Perrigny, on trouve Jeannette, veuve d’Aymonin de l’Étoile, en 1322 ; Jean de Doucier, Eudes de Marigny, Guillaume le Forestier, Guillaume et Jean de Chalain, en 1353 ; Pierre Allemand, écuyer, de Perrigny, en 1475, comme ayant droit de Visin de Boujailles; Pierre Guyon, écuyer, sieur de l’Étoile, en 1494 ; Blaise de Visemal, écuyer, seigneur de la Sauge, au nom de Guillaume de Visemal, son neveu, en 1535 ; Sébastien de Blye, écuyer, de Conliège, en 1558, ces derniers comme acquéreurs de François de Chaussin.

### Lestemps modernes
- Le lundi 18 septembre 1595, le connétable de Castille, Juan Fernández de Velasco y Tovar, fixa son quartier général dans le château de Perrigny lorsqu’il faisait le siège de la ville de Lons-le-Saunier, occupée alors par les troupes françaises[27]. Jean Grivel, seigneur de Perrigny et maire de Lons-le-Saunier, témoigne, dans son journal, de l'invasion de la Franche-Comté par Henri IV avec précision "Le lundi, 18 dudit mois de septembre, ledit Sieur Connestable [...] print son quartier au village de Perrigny, et fut loger en une maison appartenant à mon père"[28]. On croit qu’Henri IV occupa aussi ce château lorsque son camp était devant Conliège et qu’il signa la capitulation de Lons-le-Saunier[27]. Toutefois, Jean Grivel, ne mentionne pas cette occupation du château par Henri IV[28]. Plus tard, Jean Grivel leva le siège de Savigny car il « retira toutes ses troupes qui estoient logées aux villaiges de costé dudit Lons-le-Saulnier, comme à Montmorot, Macornet, Courbouzon et aultres circonvoisins, et les fit passer du costé de Perrigny pour joindre ses forces et les avoir plus près de luy »[28]. Il raconte « pendant ce long séjour, arriva audit Perrigny, le sieur Conseiller Galiot qui revenoit de Lyon, et estoit l'ung des trois conseillers qui avoient esté envoyés là »[28].Jean Grivel, seigneur de Perrigny

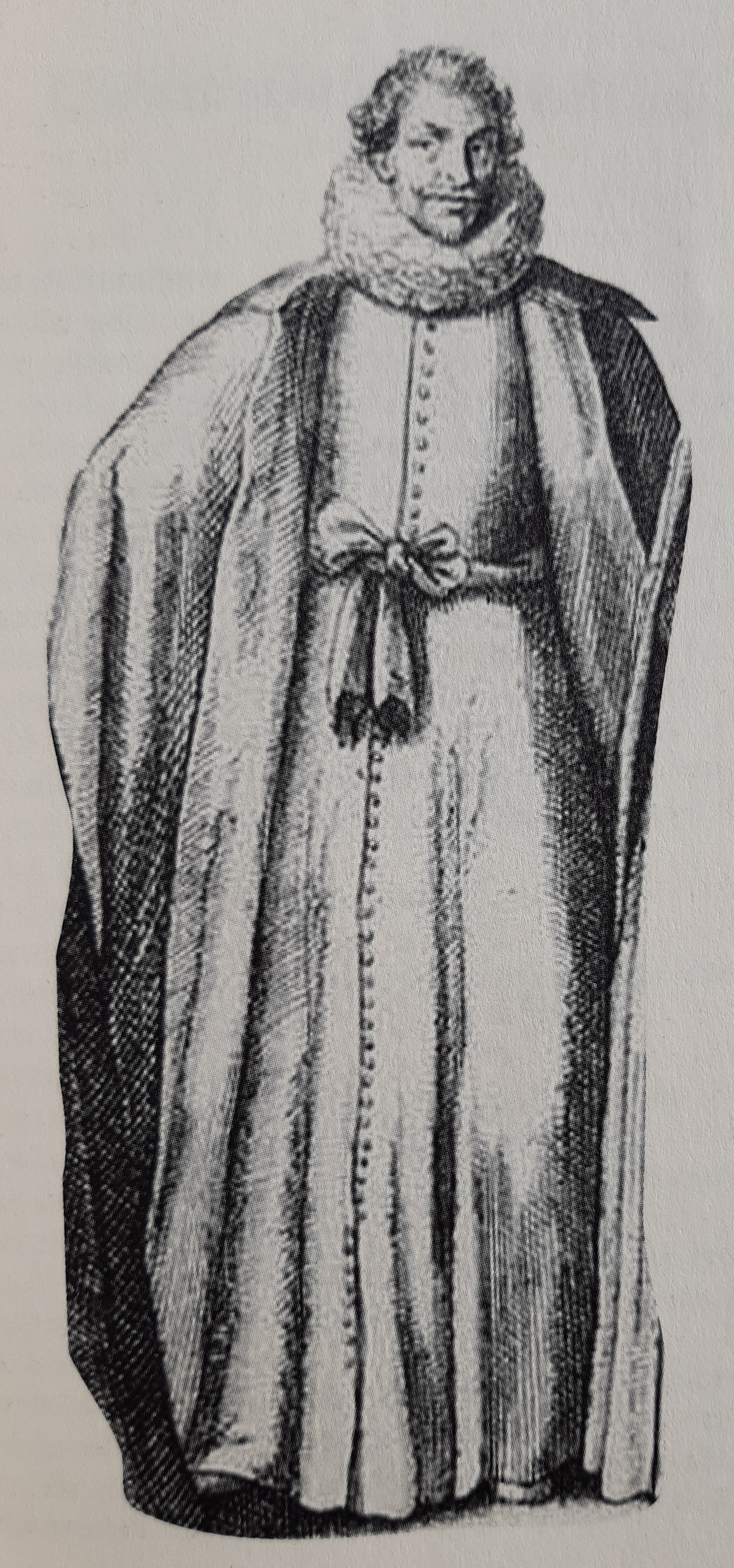
Jean Grivel, seigneur de Perrigny

- La seigneurie de Perrigny appartenait à la famille Grivel. Christophe Grivel fut maire de Lons-le-Saunier. Son fils Antoine Jean (de) Grivel, né à Lons-le-Saunier en 1564 était chevalier, conseiller-maître aux requêtes ordinaires du conseil privé des Pays-Bas en 1616. Il exposa aux archiducs Albert d'Autriche et Isabelle-Claire-Eugénie d'Autriche qu'il possédait à Perrigny, « du chef de ses ancêtres [...] un domaine en franc-alleu, c'est-à-dire en toute souveraineté et ne relevant d'aucun suzerain, mais en franc-alleu roturier, sans justice ni autres droits féodaux ». Jean Grivel « adressa aux archiducs une requête dans laquelle il leur demandait pour sa terre de Perrigny, "dont dépendait une fort belle tour et maison", de tenir d'eux en fief a haute justice sur tout le village, offrant de leur en faire hommage, ainsi que de son alleu et même des biens qu'il acquerrait »[28]. Les archiducs, heureux de pouvoir donner à ce savant magistrat un témoignage de leur reconnaissance pour tous les services qu’il avait rendus aux souverains d’Espagne, lui accordèrent la faveur qu’il demandait, par lettres patentes datées à Bruxelles le 1er mars 1611 en France[27]. Il fut nommé conseiller au Parlement de Dole le 21 mars 1599 avant d'acheter le domaine de La Muyre[27]. Il fut un éminent juriste puis mourut le 14 octobre 1624 à Bruxelles, et fut enterré à Sainte-Gudule[28].
- Jean Grivel, seigneur de Perrigny, nous a laissé des annotations manuscrites en 1592 dans un des livres de sa bibliothèque[29]. Ce dernier et ses descendants eurent des contestations continuelles avec les abbés de Baume pour l’exercice de cette justice. L'un de ses fils, Albert Grivel, fut prieur de Saint-Désiré vers 1625.
- En 1637, le village de Perrigny fut incendié par Henri II d'Orléans-Longueville (duc de Longueville) et ses habitants massacrés.
- La maison la plus ancienne de Perrigny connue à ce jour date de 1641, on suppose qu'elle fut la première maison reconstruite après ce tragique événement.
- L’abbé Jean de Watteville céda à titre d’échange à ses religieux, le 30 juin 1697, tous ses droits sur Perrigny, même la justice. Par une transaction du 21 septembre 1710, il fut convenu que Fleuri Gaspard de Grivel serait seul qualifié de seigneur haut-justicier, et que les religieux auraient le titre de moyens et bas-justiciers ; qu’ils nommeraient en commun les officiers nécessaires pour l’exercice de ces justices ; qu’il y aurait un greffe commun et que tous les émoluments se partageraient par moitié. Le chapitre pouvait nommer les gardes des bois et un tabellion particulier. Les sujets de la seigneurie devaient guet et garde au château de Montaigu où ils étaient "retrahants". Les meix dépendant de l’abbaye de Baume étaient seuls mainmortables.
- Le comte Alexandre de Grivel, né en 1767 et décédé en 1838 fit une belle carrière militaire.

### Époque contemporaine
- Fief de la pitance : Jean Grivel, seigneur de Perrigny et de la Muyre, se distingua non seulement par les hautes dignités dont il fut revêtu et par les habiles négociations diplomatiques qui lui furent confiées, mais encore par la publication de ses décisions de jurisprudence qui firent longtemps autorité devant tous les tribunaux. Nous avons fait connaître ses descendants comme seigneurs de la Muyre à l’article Domblans; nous ferons seulement remarquer que Claude-Joseph-Nicolas Grivel, maréchal-de-camp des armées du roi, dont la mort est indiquée à la date du 18 octobre 1809, ne mourut que le 27 février 1821 ; que Claude-Alexandre-Bonaventure-Fidèle de Grivel, l’un de ses fils, épousa Mademoiselle Joséphine de Ségur, et qu’Emmanuel-Alexandre-Claude-Joseph-Fidèle de Grivel s’allia à Mademoiselle Gabrielle de Varennes d’Aigletein. La série des seigneurs de la Muyre devra être rectifiée d’après ces nouveaux documents. Le château de Perrigny et sa chapelle de Notre-Dame de Consolation ont été vendus depuis plusieurs années par Élior de Grivel à Michel Prost. Le château fut alors rénové.Parcelles cadastrales de la Pidance le 19 septembre 1819[30]Statuette en bronze de Minerve retrouvée à Perrigny[24]

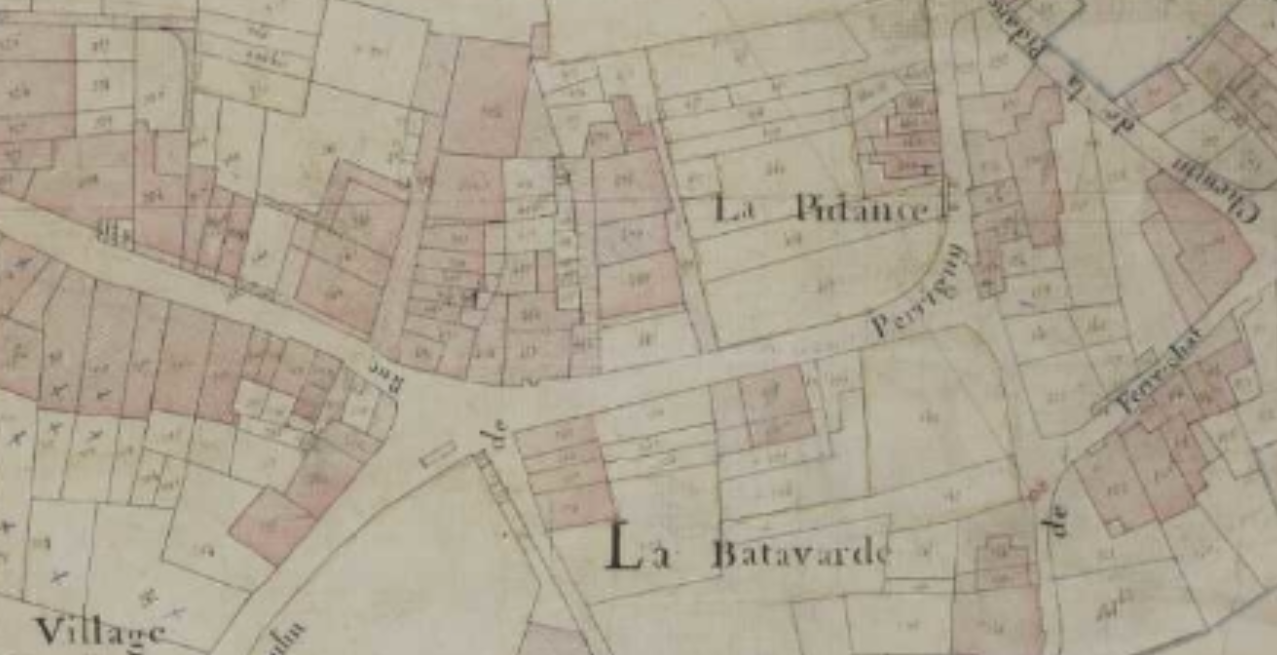
Parcelles cadastrales de la Pidance le 19 septembre 1819

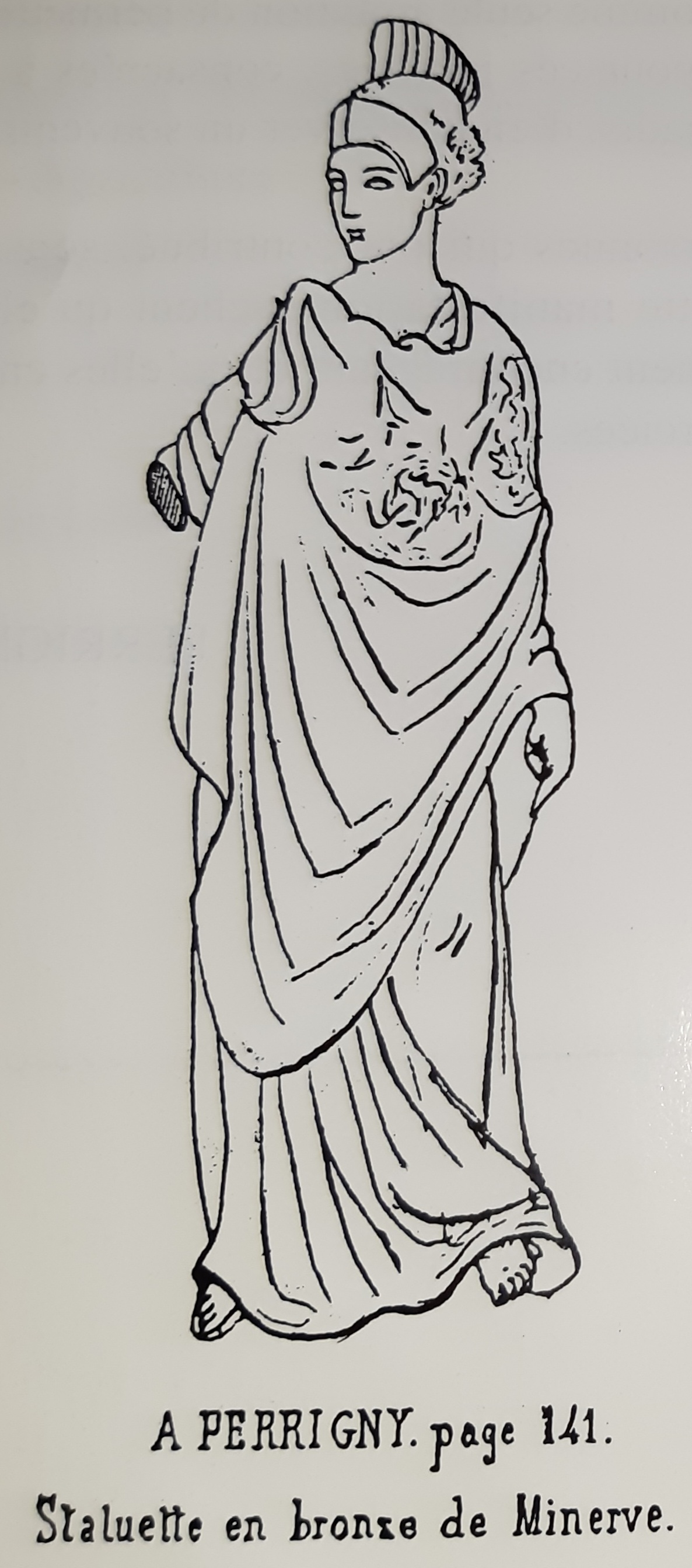
Statuette en bronze de Minerve retrouvée à Perrigny

- Le fief de la famille Lallemand était possédé, au moment de la Révolution, par le marquis de Moutier. Le clos de Chalon, qui appartenait aux seigneurs de Montaigu, celui de l’abbaye de Balerne, le clos de Pierre de Montaigu, les vignes et les maisons de l’aumônier, de l’infirmier, du petit chambrier de Baume et du prieur de Saint-Aldegrin, l’alleu de la famille Grivel, occupaient une partie du territoire. Les bois de Perrigny appartenaient exclusivement à l’abbaye de Baume. Les habitants n’y exerçaient que des droits d’usage et de pâturage, moyennant la redevance d’une livre de cire et de cinq sols de cens par ménage.
- C'est dans des vignes au lieu-dit « la Charité »[31] qu'on découvrit en 1815 des pièces de monnaie à l'effigie de Justinien et de Faustine la Jeune et une statuette de Minerve. Elle était également appelée Perrina[32].
- Le 8 février 1838, la construction d'aqueducs à Perrigny fut décidée[33].
- Le 13 mai 1838, la population de ce village engagea une lutte violente contre celle de Montaigu, sur les bords de la Vallière. L'autorité municipale, accourue entre les deux camps, fut méconnue à un tel point que l'adjoint au maire fut jeté à l'eau. La gendarmerie de Lons-le-Saunier put seule mettre fin à ce combat qui dura plus de trois heures. Le motif de la querelle était l'usage des eaux pour l'irrigation des prés[27].
- Une fonderie de 2e fusion fut ouverte en 1839, sur le bord de la grande route puis remplacée par deux battoirs à blé (elle fut transférée à Lons-le-Saunier en 1853).
- Le 5 avril 1841, des petites filles de Conliège firent une découverte sur le talus d'un fossé d'aménagement au bord du bois de Perrigny et à la distance de 422 mètres sud-ouest de l'église de Saint-Etienne-de-Coldre. Elles découvrirent un vase d'airain et un chaudron corrodé par l'oxyde. Ils contiennent des vases de bronze et de potin, de diverses formes, qui avaient dû servir au culte de quelque idole à l'époque du polythéisme,. Il s'agissait de deux aiguières, une grande timbale, un bassin à bec et quatre cassolettes, dont deux à manches anaglyphiques. Sur ces manches figurent les têtes d'Ibis, des fleurs de Nymphéa, un lituus augural, un bélier, sculptés en bas-relief comme on en a trouvé à beaucoup d'autres vases de sacrifices païens, bien reconnus pour tels par les archéologues. Ces ustensiles, la plupart cassés, auront été probablement mis hors d'usage et enfouis, à partir de l'inauguration d'un autel du « vrai Dieu »[25].
- Lors de la guerre franco-allemande, on suppose que des réquisitions de guerre ont eu lieu à Perrigny en 1870 et 1871[34]. Lors de cette guerre, Paul Pernod, François Chapeland et Louis Ramboz perdurent la vie. Ils reposent au cimetière communal.

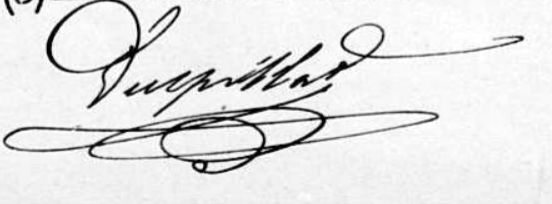
Signature du maire M. Vulpillat le 18 mai 1896

- En 1888, trois moulins existaient à Perrigny, ils appartenaient au prieuré de Saint-Désiré depuis l’union faite à son profit des biens et droits du prieuré de Chavenay-sous-Montaigu. L'un d'entre eux a subsisté jusqu'en 1920.Signature du maire M. Vulpillat le 18 mai 1896[35]En 1896, M. Vulpillat devint maire de Perrigny[35]
- Depuis 1848, l'église Saint-Jean-Baptiste est la chapelle du cimetière, à la suite de la construction d'une église plus récente lors de cette même période. Le cimetière fut justement agrandi entre 1893 et 1896[36].
- Le village était autrefois desservi par la ligne de Lons-le-Saunier à Saint-Claude des chemins de fer vicinaux du Jura.

- À partir du 3 août 1914, jour de la déclaration de guerre, cent quatre hommes et jeunes gens perrignois sont partis vers leur dépôt, les uns dès la première heure, les autres successivement à mesure que l’on avait besoin d’eux sur le front ou à l’arrière.

#### Seconde Guerre mondiale
- Lors de la Seconde Guerre mondiale, le secteur résistant « Sans-Pitié » de Perrigny était dirigé par Jean Ricart. Perrigny était alors un gros village du canton aux portes de Lons-le-Saunier. Des populations souvent modestes, comme les ouvriers de Bel et les cheminots, s'installèrent alors... Son AS (= armée secrète) doit beaucoup à la proximité de la ville-préfecture. Dans celle-ci, la forte présence des services de Vichy et de l'occupant poussent les résistants à chercher des lieux plus discrets. Son chef, le lédonien Gédéon Rousselot, est d'ailleurs un des premiers résistants de la Préfecture.
- En 1943, Léon Prost, grand personnage de la vie perrignoise (maire, chef de corps de la compagnie des sapeurs-pompiers, doyen du village ou même porteur de la flamme olympique), rentre à Perrigny et s'engage dans le maquis après avoir été fait prisonnier par les Allemands en Tunisie[37].
- Les services historiques de la Défense recensent des décès de civils lors de la Seconde Guerre mondiale à Perrigny. Par exemple, le 22 décembre 1943, Antoine Guilhen décède à 38 ans[38]. Plus tard, le 4 avril 1944, Henri Courtier décède à Perrigny à 38 ans lors de ce conflit, il est considéré lui aussi comme victime civile[39].

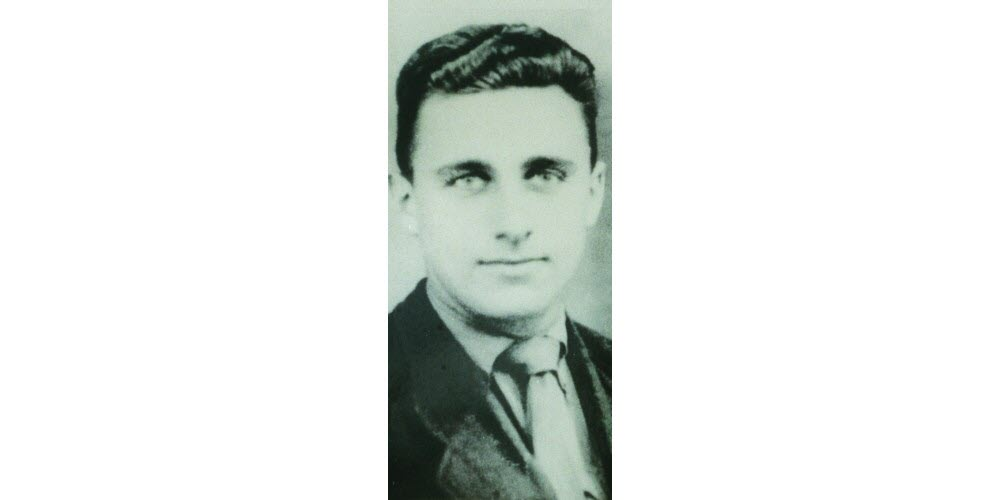

#### Jean-Paul Guyot et DrJean Michel
- Le 27 avril 1944, Jean-Paul Guyot dit Guérin fut assassiné dans les bois de Perrigny aux côtés du Dr Jean Michel. Tout commence le 20 avril 1944 quand Jean-Paul Guyot reçut une balle au foie[40] lorsqu'il attaqua, avec d'autres maquisards, deux soldats allemands (connus pour être tortionnaires) à Saint-Didier[41]. Le chef maquisard du groupe Guérin (Jean-Paul Guyot), est alors blessé. et ne peut se faire opérer avec le sommaire matériel présent à Saint-Didier. Il est alors transporté à l'hôpital de Lons-le-Saunier et se fait donc opérer par le célèbre Dr Jean Michel. Passée l'opération, le blessé est conduit par le chauffeur de taxi Jean Rivière (habitant de Perrigny, dont la mère habitait rue de la Batavarde)[42] chez ses parents à Beaulieu-Mandeure.
- Cette opération est remontée aux oreilles de la Gestapo. Arrêté dans son lit, Jean Guyot, tout sanglant encore de ses blessures, fut ramené à Lons-le-Saunier puis, à l'issue d'un interrogatoire et de tortures, abattu dans les bois de Perrigny accompagné du Docteur Jean Michel le 27 avril 1944[40]. Le chirurgien résistant sera abattu de deux balles dans le dos le même jour lorsqu'il essaya de s'échapper. La date de décès de « Guérin » était indiquée comme étant le 27 avril 1944[43],[44] mais fut contredite par une source évoquant un décès le 24 avril (cette dernière concorde moins avec les faits antérieurs de résistance et l'opération)[45].

#### Auguste Grancher et le groupe "Gutt"
- Dans la nuit du mardi 30 mai au mercredi 31 mai 1944, Auguste Grancher, dit "Gutt", s'évade de la Milice de Lons-le-Saunier après avoir été torturé[46]. Il fut aidé par Monsieur Genevaud qui était au courant de son arrestation. Gutt quitta alors la Milice, localisée à l'actuelle 11 place de la Liberté, puis s'en alla discrètement par le chemin longeant la Vallière et le parc des Bains, puis passa probablement derrière l'actuel Intermarché afin de rejoindre Perrigny. À cette époque, un blockhaus est situé sous le pont marquant la délimitation entre Perrigny et Lons-le-Saunier[42]. Il a donc évité le blockhaus avant de se rendre chez Monsieur Michaud, qu'il réveilla en pleine nuit. Ce dernier habitait route de Conliège à hauteur de Baud JTD et aida Gutt à se restaurer, à se laver la figure à l'eau fraîche, le délivrer de ses encombrants bracelets[47] et lui aurait donné une paire de chaussures. Il reprend la route de Pont-de-Poitte dans la nuit mais les bruits de la nuit lui font croire à des poursuivants et il pique de nombreuses têtes dans le fossé jusqu'à arriver à Conliège. Selon un perrignois ayant connu Gutt, il se serait plutôt reposé à Revigny chez un ami. Il est alors "grillé" et décide de créer un groupe de résistants SOE : le groupe Gutt. Ce groupe était composé d'une trentaine de résistants dont des jeunes perrignois : André Bérardet (alias Ronflant)[48], Georges Cordier (alias Cadet[49] ou Totoche), Pierre Desprels (dit Pauvel), Robert Girardet, Gilbert Perrin et son frère, Jean-Louis Morand Morgen, Marcel Laxenaire et son frère ainsi que Paul Ramboz[50] et Maurice Marillier.

- Le capitaine André Bérardet alias Ronflant[51] était Perrignois, après avoir débuté des actions de Résistance lors de sa jeunesse, il entre dans la clandestinité, où il participe à des embuscades et autres actions dans le groupe d’Auguste Grancher, dont la libération de Lons-le-Saunier à 22 ans[48], le 25 août 1944. Il aura décroché la croix de guerre, la médaille militaire et été nommé chevalier dans l’Ordre national de la Légion d'honneur et dans l’Ordre national du Mérite[52].

- Du 8 au 11 juillet 1944, Perrigny fait partie des villages sinistrés par la 157ème Division de réserve de l'armée allemande[53]. En effet, Perrigny est occupé par les Allemands le 9 juillet 1944 dans le cadre de l'opération Treffenfeld. D'après les agents de renseignement des FFI, cela s'apparente à "un véritable pillage"[53],[54].
- Le 22 juillet 1944, à Perrigny, quelques personnes interrogées puis relâchées à la suite de la recherche infructueuse d'un jeune réfractaire au Service du Travail Obligatoire. Quatre maisons seront brûlées, celles des familles Perret, Laxenaire, Masson (dont Maurice alias Mathurin était réfractaire au STO) et Petot (garde-barrière), mais aucune victime. Plusieurs vols et pillages ont également eu lieu[54].
- Le 10 août 1944, c'est à Perrigny qu'André Léglise, membre des FFI du Louhannais, tombe dans les rangs du maquis pour la libération de la Bresse[53].
- Le 25 août 1944, jour de la libération de Lons-le-Saunier, un rapport des Corps Francs de la Libération, groupe militaire résistant, décrit les scènes de guerre entre résistants et miliciens. Il y a eu notamment l'attaque du poste de Perrigny (milice) par la compagnie Léone (résistance)[53].

#### Depuis1945
- En 1948, la flamme olympique allant aux Jeux Olympiques de Londres est passée par le Jura, notamment par Perrigny, se trouvant sur le parcours. Monsieur Léon Prost, alors membre de l'association locale « l'alerte Saint Jean », porta, à 28 ans, le flambeau de Conliège au Pont de Perrigny[24], au niveau de la gare du Tram[37].
- Le 11 janvier 1992, lors des Jeux Olympiques d'hiver d'Albertville, Karine Chambard (15 ans) et Catherine Gerland (17 ans), demeurant à Perrigny firent partie des 40 jurassiens qui eurent l'honneur d'acheminer la flamme dans la 29ème étape entre Besançon et Dijon, lors du passage des départements du Doubs et du Jura[24].
- Le week-end du 3 et 4 février 2014, Perrigny et Conliège ont accueilli la 18e Percée du vin jaune. Quelque 43 000 personnes se sont pressées dans les caves perrignoises. Jean-François Stévenin, ex-habitant du village, en était le parrain.
- Le 30 janvier 2022, un classement des communes françaises dans lesquelles il fait bon vivre est publié dans le Journal du Dimanche. Perrigny est classé 52ème village français, et 2ème village franc-comtois, où il fait bon vivre d'après l'institut de sondage OpinionWay[55]. Les critères principaux comprennent entre autres la qualité de vie, la sécurité, la santé ou encore les commerces[56].

## Héraldique
| Blason de Perrigny | Blason  | Taillé abaissé à senestre: au 1er d'or à la grappe de raisin de gueules tigée d'azur et à l'inscription « JURA » du même en chef senestre, au 2e de gueules à deux roues dentées d'or, percées d'azur et engrenées en barre, accompagnées en pointe d'une losange d'azur sommée de flammes de sable bordées d'or et au petit listel du même chargé de l'inscription « Per Ignis » de sable, brochant sur la losange ; le tout sommé d'un comble d'azur chargé de l'inscription « PERRIGNY » d'or. |
| Blason de Perrigny | Détails | Le statut officiel du blason reste à déterminer. |

## Politiqueet administration

### L'histoire de la municipalité de Perrigny
Le 11 avril 1793 (An II de la République) : réunion extraordinaire du Conseil Général de la Commune convoqué par le Citoyen-Maire, Jean-Louis Durand. L'objet de cette réunion est : invitation faite aux citoyens à s'unir pour la défense de la patrie afin d'identifier toute personne suspecte, prêtre insermenté ou personne laïque afin de faire procéder à leur arrestation. Simon Trouillot et Jean-Baptiste Trouillot (dit "Grand") sont considérés comme "gens très suspects et malveillants" et il convient d'en faire l'arrestation.
Août 1793 (16 fructidor An II de la République) : réunion du Conseil Municipal dans la « ci-devant Eglise » signifiant l'église d'auparavant (probablement l'Eglise du haut dont les détails sont abordés au chapitre Edifices et Sites). L'objet de cette réunion est : délibération sur la levée de 9 quintaux et 11 livres de sel aux Salines de Montmorot.

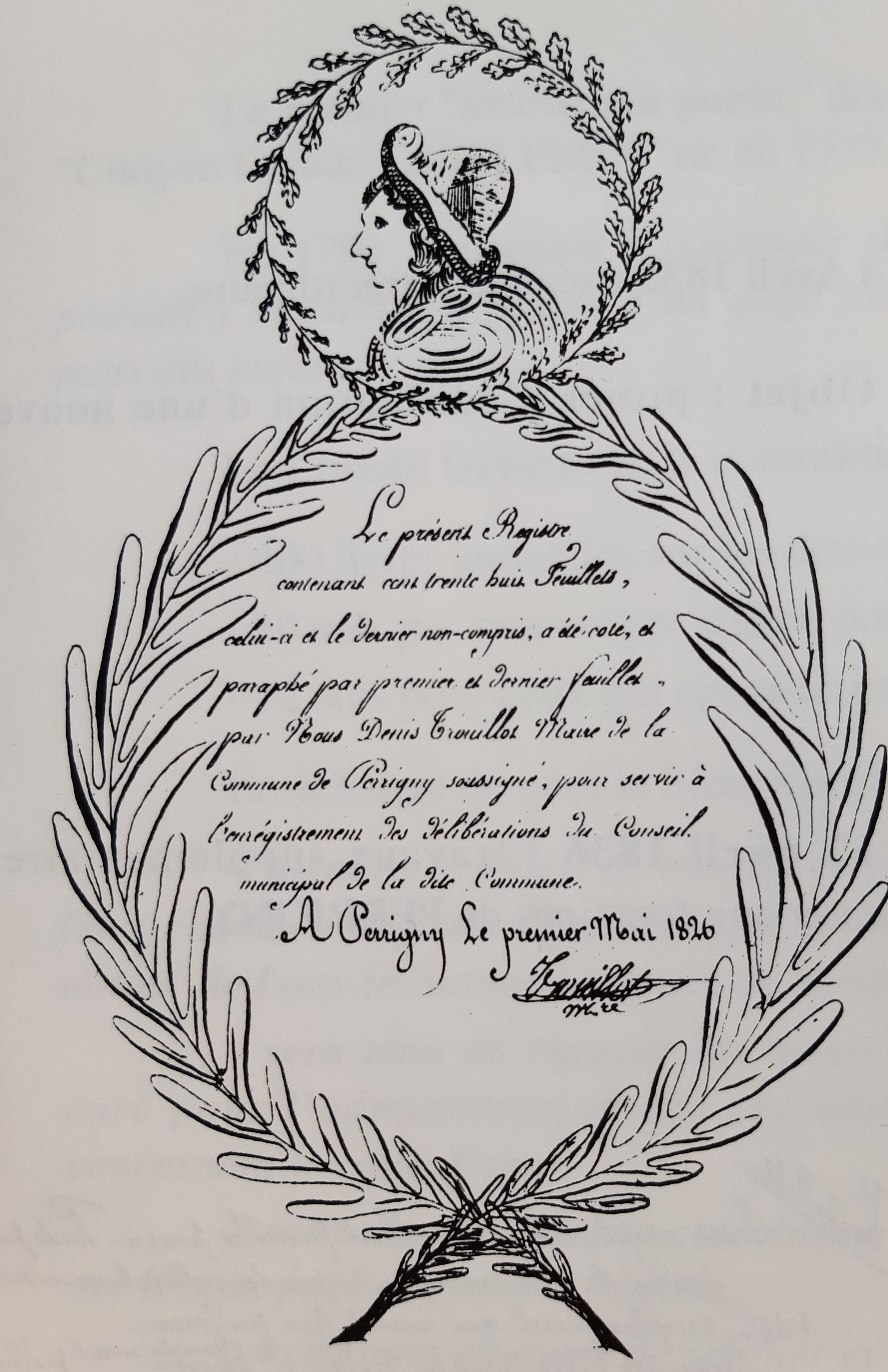
Registre du 1er mai 1826

25 avril 1815 : réunion du Conseil Municipal conformément à la circulaire du Préfet et pour prestation de "Serment d'obéissance aux constitutions de l'Empire et fidélité à l'Empereur".
6 janvier 1816 : nomination de Jean-Louis Abriot, adjoint et « promesse de fidélité et dévouement faite à Sa Majesté Royale Louis XXVIII ».
1er mai 1826 : ouverture d'un nouveau registre pour servir à l'enregistrement des délibérations du Conseil Municipal.
6 mai 1827 : réunion du Conseil Municipal pour examen du projet de budget pour 1828 et fixation de la « rétribution pour coupe affouagère ». Il est important de noter qu'un Comte de Grivel était au Conseil Municipal de l'époque.
21 septembre 1827 : Ordonnance du Roi Charles X autorisant la commune à acquérir « une maison avec dépendances pour y placer la mairie et divers établissements d'une utilité locale ». Il s'agit probablement du bâtiment situé au 26 rue du Moulin, mairie au début du XXIème siècle et bâtiment de l'école primaire encore en 2023.
24 septembre 1828 : réunion extraordinaire du Conseil Municipal « à l'effet d'établir les bans des vendanges ».
4 avril 1835 : projet d'édification d'une nouvelle église.
12 avril 1836 : travaux supplémentaires à exécuter aux fontaines de Perrigny.
7 juillet 1926 : notification du refus d'installer un dépôt de liquides inflammables (pompe à essence) au profit de la Compagnie Industrielle des Pétroles pour le compte de M. Vulpillat, cafetier.
29 juin 1928 : ouverture d'une enquête (d'utilité publique) sur le projet d'exploitation du sondage n°4 de la Saline de Montaigu forée dans sa concession de Perrigny.
1931 : enquête auprès des cultivateurs pour le choix d'un emplacement parmi trois possibles pour l'installation d'un poids public. Les emplacements possibles sont : la Place devant chez M. M ; la Borne-fontaine de la rue du Château ; au niveau de l'emplacement du jeu de quilles.
27 octobre 1944 : rétablissement du Conseil Municipal et élection du Maire et de l'Adjoint.

### Les pompiers de Perrigny
La compagnie des pompiers de Perrigny a été créée en 1880. Leur local se trouvait annexé à l'église dite "du Bas" 
Le 21 novembre 1880, Louis Trouillot, dotait la compagnie d'une pompe à bras. C'est le sous-lieutenant Germain Masson qui prit le premier commandement.
En 1885, le commandement passe à Désiré Billard, qui prend le grade de lieutenant de 1904 à 1910. En 1893, un incendie fait deux morts à la suite d'un éboulement du château de Perrigny.
Dirigèrent la compagnie :
- de 1911 à 1920 : lieutenant Abel Masson ;
- de 1920 à 1946 : sous-lieutenant Ulysse Ramboz ;
- de 1946 à 1963 : sous-lieutenant André Crétin ;
- de 1963 à 1967 : sous-lieutenant Marcel Duchêne.
Succédèrent ensuite les adjudants Léon Prost, Paul Lizon et Pierre Roulin puis sous le commandement de Pascal Putod.

### Liste desmairesde Perrigny
| Période    | Période   | Identité           | Étiquette | Qualité       |
| ---------- | --------- | ------------------ | --------- | ------------- |
| avant 1988 | 1989      | Léon Prost         |           |               |
| mars 1989  | mars 2001 | René André         |           |               |
| mars 2001  | mars 2008 | Denis Jamaigne     |           |               |
| mars 2008  | 2024      | Christiane Maugain | DVD       | Fonctionnaire |
| 2025       | 2026      | André Perrier      | DVD       | Retraité      |

## Démographie

### Les personnalités liées à la commune
- Jean-Jules Feuillet, médecin et maire d'Alger, est né à Perrigny le 2 juillet 1817. Son père, Jean-Ignace Feuillet était instituteur à Perrigny[59].
- Claude Jacquemin (1893-1926), vice-consul de France, enterré à Perrigny.
- Charlotte Grappe-Roy (1890-1930), illustratrice de mode, est née à Perrigny le 8 janvier 1890.
- Jean-François Stévenin, acteur français ayant résidé à Perrigny durant sa jeunesse, a également fréquenté l'école communale.

### Les familles connues de Perrigny

#### Famille de Grivel
Au XVIIe siècle, Jean Grivel, chevalier, conseiller-maître aux requêtes du Conseil privé des Pays-Bas, possédait un domaine en franc-alleu (bien héréditaire, exempt de redevance) rue du Château. La justice était alors exercée par l'abbaye de Baume-les-Messieurs. Les archiducs Albert et Isabelle accordèrent à Jean Grivel, sur sa demande, en fief de la haute justice sur Perrigny (lettres patentes datées à Bruxelles du 1er mars 1611).
Jean Grivel, seigneur de Perrigny, se distingua par les hautes dignités dont il fut revêtu, d'habiles négociations diplomatiques et la publication de décisions de jurisprudence qui firent longtemps autorité devant tous les tribunaux.
L'ancienne demeure de la famille de Grivel était située dans l'actuelle rue du Château. À la suite d'un incendie, le château avec chapelle fut alors construit, un peu plus haut, dans la même rue. Ce château fut vendu par Hélior de Grivel, seigneur de Perrigny à Monsieur Michel Prost qui l'habita ainsi que tous ses descendants dont les familles actuelles Grosjean-Perrier sont les derniers représentants.

#### Famille Guyon
La généalogie connue remonte au XVIIIe siècle mais Monsieur Jean-Baptiste Guyon naquit en 1868. Orphelin de père à 17 ans, il vécut avec sa mère rue du Villard. Avec l'aide d'ouvriers agricoles, il s'employa à développer l'exploitation, celle-ci était constituée de prés, de champs et vignes qui recouvrirent progressivement la plus grande superficie de Perrigny. La dernière descendante de cette famille est Madame Anne-Marie Peltier-Guyon qui fit donation à la commune du terrain du magnifique actuel parc.

#### Famille Avalle
Cette famille, émigrée d'Italie, offre une admirable « corbeille de musiciens » Le professeur Louis Avalle, né en 1848, était déjà, à 18 ans, professeur de violon au conservatoire de Navarre. À 21 ans, il fut 2e chef d'orchestre au théâtre royal de Turin. Il quitta l'Italie pour effectuer des tournées dans le monde entier et, étant un compositeur remarquable, s'installa à Marseille où il mourut en 1928.
Son fils Vincent Avalle, ayant reçu le premier prix de violon à la scala de Milan, rencontra son épouse lors d'une tournée musicale au casino de Lons-le-Saunier, née Clavelin Marguerite. Elle fut 1er prix de conservatoire à Dijon. Elle demeurait chez ses parents à Perrigny, dans une propriété située à côté de l'église, dans laquelle ce jeune couple s'installa après son mariage en 1904.
Madame Marguerite Avalle tint, durant 60 ans, l'harmonium du village et, à ce titre, reçu un diplôme de reconnaissance diocésaine, délivré par Monseigneur Flusin.
Le don musical fut transmis à leur petite fille Jacqueline, enfant de Monsieur et Madame Jean Avalle : Madame Jacquline Avalle-Nicolas, née en 1941. Celle-ci reçut de nombreux "Premier Prix" : chant au conservatoire de Besançon - solfège - art lyrique école de Bale Scala Quantorum, spécialisée en musique baroque.
Elle avait déjà produit six disques et fut professeure du Conservatoire de Lons-le-Saunier pendant douze ans. En 1993, elle enseignait au Conservatoire de Lyon depuis 10 ans et donnait des concerts dans toute la France.

### Recensement de la population
L'évolution du nombre d'habitants est connue à travers les recensements de la population effectués dans la commune depuis 1793. Pour les communes de moins de 10 000 habitants, une enquête de recensement portant sur toute la population est réalisée tous les cinq ans, les populations de référence des années intermédiaires étant quant à elles estimées par interpolation ou extrapolation. Pour la commune, le premier recensement exhaustif entrant dans le cadre du nouveau dispositif a été réalisé en 2008.

En 2022, la commune comptait 1 535 habitants, en évolution de +0,59 % par rapport à 2016 (Jura : −0,81 %, France hors Mayotte : +2,11 %).
| 1793 | 1800 | 1806 | 1821 | 1831 | 1836 | 1841 | 1846 | 1851 |
| ---- | ---- | ---- | ---- | ---- | ---- | ---- | ---- | ---- |
| 774  | 834  | 810  | 803  | 808  | 810  | 841  | 861  | 856  |

| 1856 | 1861 | 1866 | 1872 | 1876 | 1881 | 1886 | 1891 | 1896 |
| ---- | ---- | ---- | ---- | ---- | ---- | ---- | ---- | ---- |
| 812  | 884  | 846  | 860  | 850  | 875  | 831  | 806  | 781  |

| 1901 | 1906 | 1911 | 1921 | 1926 | 1931 | 1936 | 1946 | 1954 |
| ---- | ---- | ---- | ---- | ---- | ---- | ---- | ---- | ---- |
| 814  | 733  | 718  | 705  | 758  | 857  | 889  | 937  | 940  |

| 1962  | 1968  | 1975  | 1982  | 1990  | 1999  | 2006  | 2008  | 2013  |
| ----- | ----- | ----- | ----- | ----- | ----- | ----- | ----- | ----- |
| 1 243 | 1 322 | 1 645 | 1 619 | 1 580 | 1 646 | 1 558 | 1 529 | 1 537 |

| 2018  | 2022  | - | - | - | - | - | - | - |
| ----- | ----- | - | - | - | - | - | - | - |
| 1 521 | 1 535 | - | - | - | - | - | - | - |

## Économie

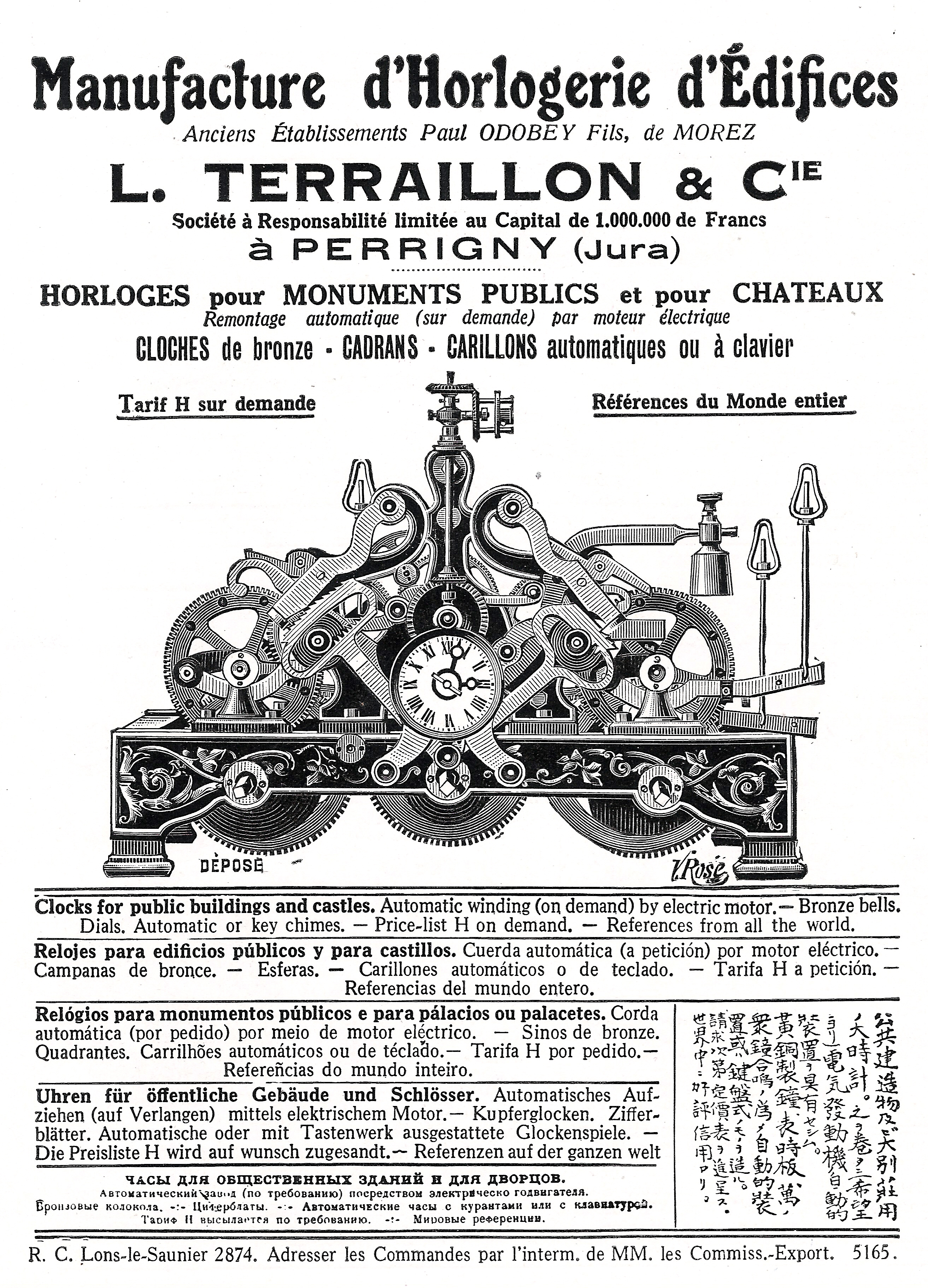
Affiche Terraillon vers 1922.

### Horlogerie Lucien Terraillon
En 1921, la manufacture d'horlogerie monumentale « Terraillon et Cie » succédant à l'entreprise de Paul Odobez dirigée par Lucien Terraillon est transférée de Morez à Perrigny. Ce dernier y réalise une usine de premier plan « de l'air, de la lumière, un souci méticuleux de la propreté, des machines de haute précision, fonctionnant avec le minimum de force motrice des transmissions souples auxquelles les roulements à billes enlèvent toute dureté, des méthodes de travail en contraste absolu avec les vieilles coutumes d’autrefois, voilà ce qui caractérise l’usine de la Gravière ».
Un atelier de décolletage vint s'ajouter à l'horlogerie mécanique. La fabrication de grands carillons automatiques et à clavier est assurée par cette entreprise.
En plus de l’usine, il crée une cité ouvrière. C’est la grande époque du patronat paternaliste. Technicien de premier ordre, Lucien Terraillon est aussi homme d’affaires intelligent, et commerçant droit et précis. « C’était en même temps un homme aimable, un patron dévoué et consciencieux, toujours arrivé premier au travail ».
Encore de nos jours on peut admirer des horloges fabriquées à Perrigny comme l’Horloge du Théâtre de Lons-le- Saunier, de l'Hôtel-Dieu de Lons-le-Saunier, de l'église de Vatagna, du sanctuaire Notre Dame de la Salette en Isère, de la mairie de Chatillon-sur-Chalaronne ou encore de l'ancienne horloge mécanique de l'église du Montaigu. On peut entendre les grands carillons automatiques et à clavier à Calais, à Bayeux, à Annecy (couvent de la Visitation), à Hombleux, à Isser en Algérie et jusqu'à Bethléem . L'exportation représente une bonne part de la production de l'usine : en Espagne, au Portugal, au Mexique, en Océanie et même en Suisse.
L'entreprise finit par déménager à Revigny en 1942 avant d'importer des pièces américaines afin de constituer un atelier mécanique d'ultraprécision. L'usine fut finalement cédée en 1970.

### François Boiteux et la scierie Perrier
Né en en 1881, François Boiteux et sa famille arrivèrent route de Conliège dans une scierie « délabrée » en 1884,. Il y avait sur place une machine à battre les céréales, un battoir d'écorce, un châssis à une lame (également appelé « manchote ») et un four banal. Dès l'arrivée de la famille à Perrigny, un châssis multiple fut installé, ainsi qu'une circulaire et une roue à auget. En septembre 1889, tout fut détruit par un grand incendie ayant fait deux morts (d'après leurs descendants), seul le châssis subsiste.
La reconstruction de la scierie donna lieu à une longue série d'inventions de nombreuses machines et de produits créés par François Boiteux. Il s'agit d'un perfectionnement du châssis des scies, puis des recherches sur le mouvement perpétuel. En 1893, une machine à vapeur fut installée à la scierie. En 1903, François Boiteux déposa un brevet pour une turbine à vapeur.
En 1908, il créa une fonderie de lapidaires, employant une vingtaine d'ouvriers pour tailler le verre. À cette époque, François Boiteux remet la scierie à son frère Arsène Boiteux : elle était composée de sept scies, d'une raboteuse, d'une dégauchisseuse et de deux machines à affûter.
Par ailleurs, en 1923, il fut le premier perrignois à faire l'acquisition d'une voiture et d'un poste TSF (Transmission Sans Fil). À cette époque, il fit don du terrain pour construire la gare des chemins de fer vicinaux à la commune.
Quelques autres inventions :
En 1925, il créa une machine à couper les baguettes de verre creuses , un aspirateur de fumée, ainsi que des produits d'entretien pour métaux.
En 1930, il créa une machine à poncer, percer, fraiser et meuler.
En 1931, il créa deux produits « RIKNIZ » pour entretenir les voitures.
Jusqu'en 1949, les inventions se succédèrent ainsi, tandis que la scierie fut vendue en 1942 à la famille Perrier dont la troisième génération perpétua l'entreprise jusqu'à sa fermeture en 2012.
Les descendants de François Boiteux habitent toujours Perrigny.

### Autres entreprises
La fonderie Jean Larceneux est également une entreprise employant des perrignois située rue du Moulin, elle n'est plus en activité aujourd'hui,.

En 2015, 195 entreprises sont recensées dans la commune de Perrigny dont 132 entreprises de commerces et services (soit 67,7 %). Cette même année, le tissu économique de la commune est notamment composé de 61 entreprises de 1 à 9 salariés (soit 31,3 %) et 36 entreprises de plus de 10 salariés (soit 18,5 %).

## Lieux etmonuments

### Voies
| 73 odonymes recensés à Perrigny au 1er décembre 2013          | 73 odonymes recensés à Perrigny au 1er décembre 2013 | 73 odonymes recensés à Perrigny au 1er décembre 2013 | 73 odonymes recensés à Perrigny au 1er décembre 2013 | 73 odonymes recensés à Perrigny au 1er décembre 2013 | 73 odonymes recensés à Perrigny au 1er décembre 2013 | 73 odonymes recensés à Perrigny au 1er décembre 2013 | 73 odonymes recensés à Perrigny au 1er décembre 2013 | 73 odonymes recensés à Perrigny au 1er décembre 2013 | 73 odonymes recensés à Perrigny au 1er décembre 2013 | 73 odonymes recensés à Perrigny au 1er décembre 2013 | 73 odonymes recensés à Perrigny au 1er décembre 2013 | 73 odonymes recensés à Perrigny au 1er décembre 2013 | 73 odonymes recensés à Perrigny au 1er décembre 2013 | 73 odonymes recensés à Perrigny au 1er décembre 2013 | 73 odonymes recensés à Perrigny au 1er décembre 2013 |
| Allée                                                         | Avenue                                               | Bld                                                  | Chemin                                               | Cours                                                | Impasse                                              | Montée                                               | Passage                                              | Place                                                | Quai                                                 | Rd-point                                             | Route                                                | Rue                                                  | Square                                               | Autres                                               | Total                                                |
| ------------------------------------------------------------- | ---------------------------------------------------- | ---------------------------------------------------- | ---------------------------------------------------- | ---------------------------------------------------- | ---------------------------------------------------- | ---------------------------------------------------- | ---------------------------------------------------- | ---------------------------------------------------- | ---------------------------------------------------- | ---------------------------------------------------- | ---------------------------------------------------- | ---------------------------------------------------- | ---------------------------------------------------- | ---------------------------------------------------- | ---------------------------------------------------- |
| 0                                                             | 0                                                    | 0                                                    | 9                                                    | 0                                                    | 19                                                   | 0                                                    | 0                                                    | 2                                                    | 0                                                    | 0                                                    | 2                                                    | 36                                                   | 1                                                    | 4                                                    | 73                                                   |
| Notes « N »                                                   |                                                      |                                                      |                                                      |                                                      |                                                      |                                                      |                                                      |                                                      |                                                      |                                                      |                                                      |                                                      |                                                      |                                                      |                                                      |
| Sources : rue-ville.info & OpenStreetMap & FNACA-GAJE du Jura |                                                      |                                                      |                                                      |                                                      |                                                      |                                                      |                                                      |                                                      |                                                      |                                                      |                                                      |                                                      |                                                      |                                                      |                                                      |

### Rues notables

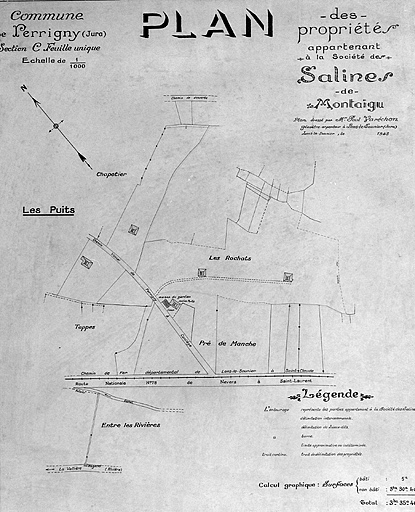
Plan des puits à sel situés à Perrigny

#### La rue du puits à sel et le chemin des puits
La rue du puits à sel était, d'après les cadastres napoléoniens de 1813, nommée "Chemin Vicinal de Conliège à Perrigny".
Cette rue et ce chemin étaient une annexe des Salines de Montaigu dont l'activité d'exploitation du sel s'étend de 1892 à 1959. Dans cette zone, des puits de sondage ont été creusés, nous retrouvons un plan (1948) de la zone ci-contre.
Aujourd'hui, il ne reste qu'une maison de gardien des puits.

#### La rue de la Batavarde
Depuis que le Monument aux Morts, y est édifié en haut de celle-ci, la rue de la Batavarde est également appelée rue des Anciens Combattants. "La Bata" fut autrefois (1813), appelée « Chemin Vicinal de Perrigny à Panessière ». Elle est la seule rue de France à porter ce nom de « Batavarde ». Ce terme était déjà le nom d'un lieu-dit Perrignois correspondant au territoire au Sud de cette rue. Dans le dialecte local, « varder » signifie glisser vite sur la neige. Les jeunes perrignois se seraient amusés à « varder » cette rue pentue en luge.

### Édifices et sites

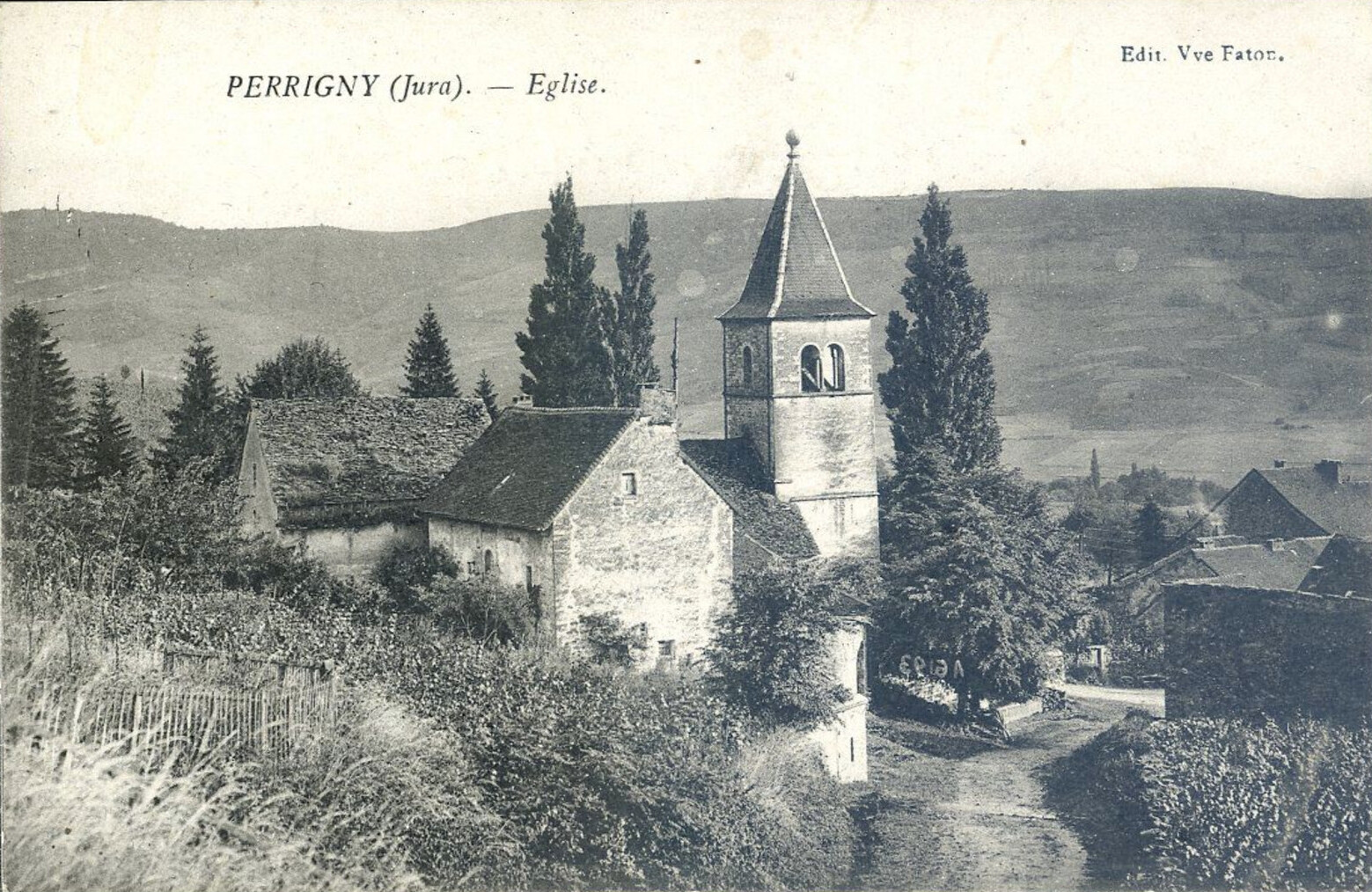
Eglise Saint Jean-Baptiste

#### Église Saint Jean-Baptiste (XVesiècle), dite «l'église du Haut»
Au XVe siècle, Perrigny dépendait de la paroisse de Saint-Étienne-de-Coldre et n’avait qu’une chapelle, dédiée à Saint Jean-Baptiste. En 1514, en raison du risque d'effondrement de la voûte du chœur, l'archevêque de Besançon autorise les habitants à rebâtir et agrandir le chœur.
En 1624, l'abbaye de Baume, responsable de la paroisse de Coldre, autorise la confrérie Saint-Sébastien à construire une chapelle dédiée à ce Saint sur le côté sud du chœur. Les travaux de la première chapelle latérale, débutés en 1613, ne s'achèveront qu'en 1630. Ensuite, ceux de la deuxième chapelle latérale se termineront en 1663. Enfin, le clocher-porche, style flamboyant, est couronné d'une flèche quadrangulaire datée de 1683.
Cet édifice est caractéristique des églises jurassiennes à nef de persistance romane et à chœur gothique.
En 1809, cette église est jugée comme trop petite tandis que vers 1835, elle est considérée comme malsaine et mal située.
En 1857, elle est composée d'un vicaire amovible, présenté par les habitants au chapitre de Baume qui l’instituait avec l’approbation de l’archevêque qui en faisait la desserte. Elle se compose d'un clocher, d’une nef, de deux chapelles à droite de la nef, d’un chœur d'un sanctuaire et de deux sacristies. Le chœur (éclairé par le haut) et le sanctuaire sont d’une architecture ogivale ; de petits piliers, sur lesquels s’élèvent les nervures de la voûte, les décorent. L'église se compose d'un porche (décoré de quatre colonnes de l'ordre dorique que surmontent un entablement et un fronton), d'une petite tribune, de trois nefs, d'un sanctuaire, d'un chœur et de deux sacristies surmontées de tribunes. La voûte en forme de demi-calotte sphérique, est ornée de caissons peints.
De plus, à son angle sud-ouest se trouve un cadran solaire. Au quatrième étage, des ouvertures jumelées en plein cintre, reposent sur des colonnettes. À l'intérieur, une cloche baptisée Louise Geneviève fut bénite le 10 octobre 1864. Malheureusement le 26 mai 1865 la cloche chute en raison d'une construction défectueuse des paliers qui la supportent. Les frais de repose et réparations incomberont au fournisseur François Humbert de Morteau.
Des tuiles recouvrent le clocher réparé il y a quelques années alors que le reste de l'édifice est revêtu de laves qui nécessitent des travaux urgents afin de permettre la sauvegarde du patrimoine.
Elle est inscrite à l'inventaire supplémentaire des monuments historiques depuis 1997.

#### Nouvelle église Saint Jean-Baptiste (milieuXIXesiècle), dite «l'église du Bas»
La nouvelle église Saint Jean-Baptiste a été construite au milieu du XIXe siècle en adoptant la formule néo-classique basilicale alors soutenue par le Conseil des bâtiments civils à Paris.
Les plans ont été initialement conçus en 1840 par l'architecte Claude François Besand, pour un devis de 75 000 francs.
L'année suivante, en 1841 le terrain est acquis.
La mise en chantier, un temps retardée, a été en définitive assurée à partir de novembre 1845 par l'architecte Eugène Denis, pour un coût final avoisinant les 100 000 francs,. Cependant, à l'entrée de l'église est inscrite la date « 1846 », date à laquelle la construction du clocher est terminée.
Les études du projet, la construction et l'ameublement sont terminés en 1850.
Le marché pour la fourniture des deux cloches est conclu en 1864. Cette même année, l'horloge est installée.
Son horloge a été remplacée par une horloge issue de la manufacture Lucien Terraillon à Perrigny (encore visible aujourd'hui).
Depuis sa construction l'église n'a pas subi de transformations notables, à l'exception de divers travaux d'entretien (toiture, peintures intérieures et remplacement de l'horloge par Lucien Terraillon).

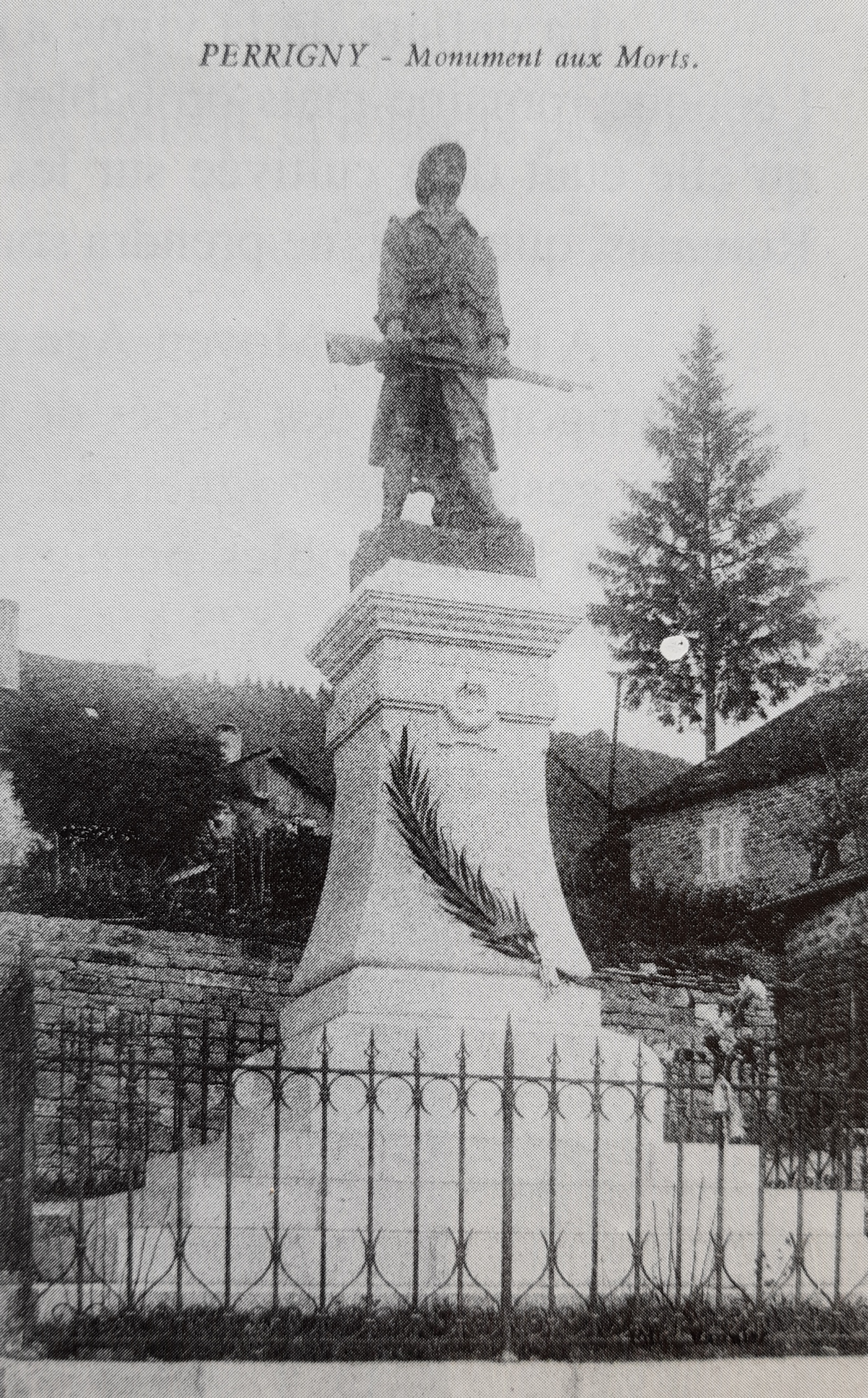
Monument aux Morts

#### Monument aux Morts (1921)
Le 4 octobre 1916 le Conseil Municipal décide d'ériger « une plaque ou monument portant le nom des originaires de la commune morts au champ d'honneur ».
Le 14 février 1920, Monsieur Camus, architecte à Lons-le-Saunier, est chargé d'établir les plans et devis. Il dessine le monument proprement dit, surplombé par la statue de M. Pourquet.
Le 23 novembre 1921, les travaux sont confiés à Monsieur Spinga, maitre carrier à Dole, pour une somme de 14 500 francs.
Le 26 juillet 1922, le Conseil Municipal décide du choix de la statue du "poilu", symbole de la Résistance en fonte d'art bronzé.
Elle sera ensuite commandée à Henri-Charles Pourquet, statuaire à Paris, la statue avait coûté 4 800 francs, dont 3 077 francs ont été recueillis par souscription, la différence étant acquittée par la commune.
La barrière en fer forgé autour du monument a été fournie par André Pommier, forgeron à Perrigny. Son prix s'élève à 2 000 francs.
Elle est composée de fonte de fer bronzée et de calcaire.
Sur sa face ouest on distingue l'hommage suivant : « La commune de Perrigny à ses enfants morts pour la patrie ».
Ce monument est à la mémoire des enfants de la patrie morts pour la liberté.

#### École municipale
Le premier « instructeur public » dont on trouve la trace dans les archives communales est le « Citoyen Claude Guillemin », né en 1737, qui exercera cette fonction de 1776 à 1813, soit 37 ans.
En 1793, il consent à continuer ses services « mais que vu la cherté des denrées, il ne pouvait y souscrire à moins d'un gage annuel de quatre cents livres et une augmentation sur le mois des enfants ».
Le Conseil Général de la commune fixe ainsi les conditions :
- 400 livres annuelles sur les deniers de la commune,
- 10 sols par mois et par enfant pour ceux qui apprendront à lire,
- 12 sols pour ceux qui apprendront à lire, écrire, l'arithmétique et le plein chant.

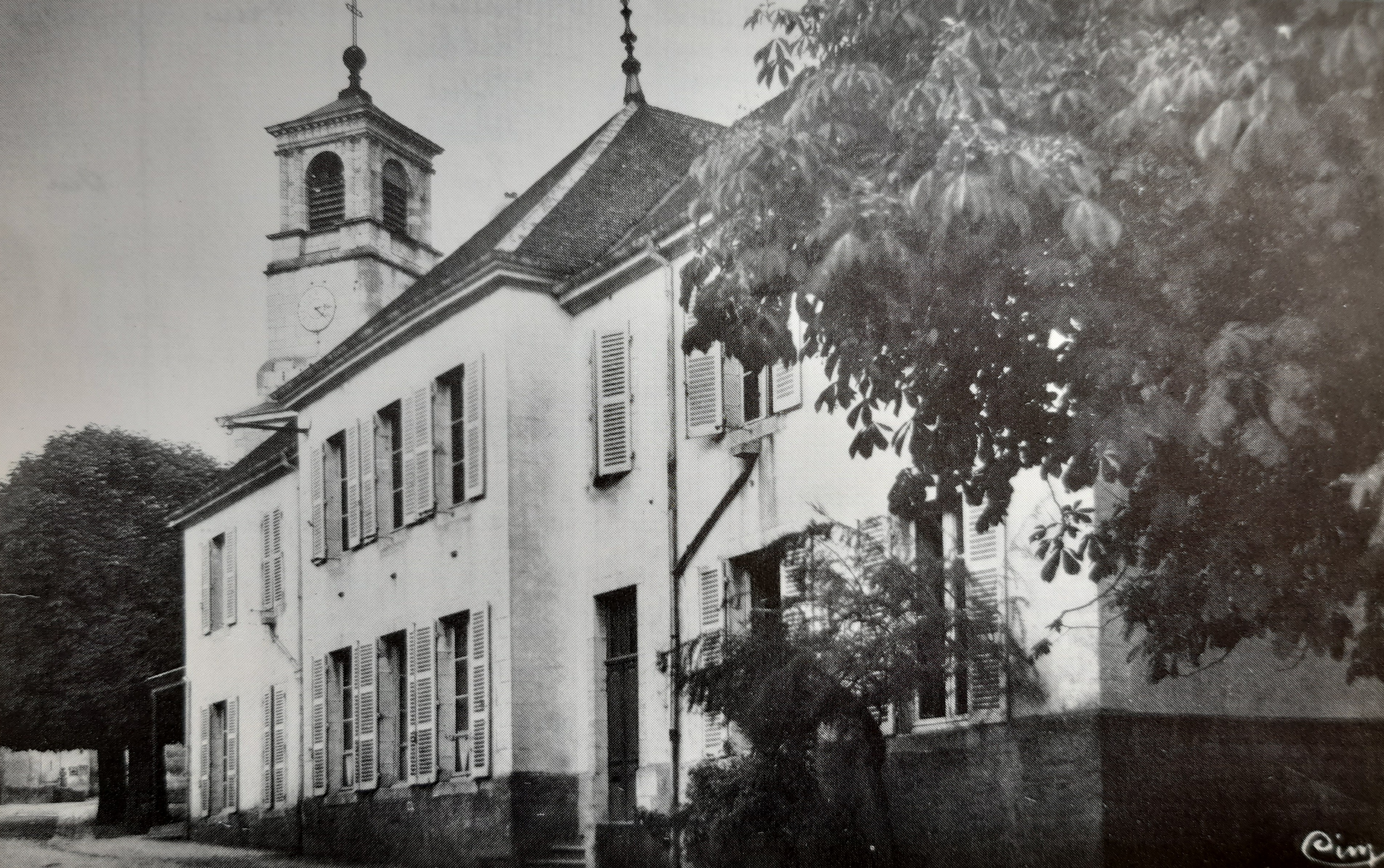
L'école municipale de Perrigny

En échange de quoi le Sieur Guillemin :
- « tiendra la classe et enseignera tous les jours matin et soir, excepté le jour de dimanche, fêtes chômées et jours de congé qui seront fixés autant que faire se pourra les jours de marché autour de Lons-le-Saunier et jours de vendanges ;

- sera tenu de chanter les messes de paroisse et mortuaires, d'accompagner le citoyen-curé pour l'administration des sacrements aux malades et toute autre cérémonie publique concernant le culte divin ;
- sera tenu de faire le catéchise deux fois la semaine, faire la prière tous les dimanches sur le soir, publiquement à l'église ;
- sera tenu en outre de soigner et remonter l'horloge de la paroisse toutes les vingt quatre heures et de sonner le midy tous les jours d'œuvres. » Extrait des Minutes de greffe de la municipalité de Perrigny.

Le 18 mai 1841 : l'instituteur Guichard est remercié par le Conseil Municipal pour les raisons suivantes :
- Il s'occupe d'affaires de commerce plutôt que de sa classe.
- L'éducation des enfants et négligée.
- Il n'assure pas ses fonctions de secrétaire de mairie.
- Il a contribué à l'expulsion de sœur Degrace, institutrice.

Le 22 septembre 1853, le Conseil confie l'instruction primaire à des instituteurs religieux des écoles chrétienne.
1859–1861 : construction de la maison d'école : 2 classes de garçons et 2 classes de filles.
Le 15 février 1882, une délibération du Conseil Municipal institue la gratuité scolaire.
28 septembre 1891 : legs de Monsieur Charles Louis Trouillot (13 000 francs) pour création d'une classe enfantine à partir de 3 ans.
1895 : création d'une classe enfantine dans une salle de la maison d'école et construction d'un nouveau bâtiment avec buanderie, cave, remise pour la pompe et logement de 3 pièces pour l'institutrice (appelée aujourd'hui "l'ancienne cantine", au centre de la cour de récréation).
1931 : création d'une classe supplémentaire à l'école des filles (2 classes de garçons, 2 classes de filles et une classe enfantine).
1955 :  construction des deux ailes Nord et Sud avec deux préaux et deux salles supplémentaires.
1974 : aménagement et installation de l'actuelle école maternelle.

#### Autres lieux et monuments
- Le parc de Perrigny, qui se situe sur un terrain donné par Mme Peltier-Guyon à la commune.La Plaine de Perrigny

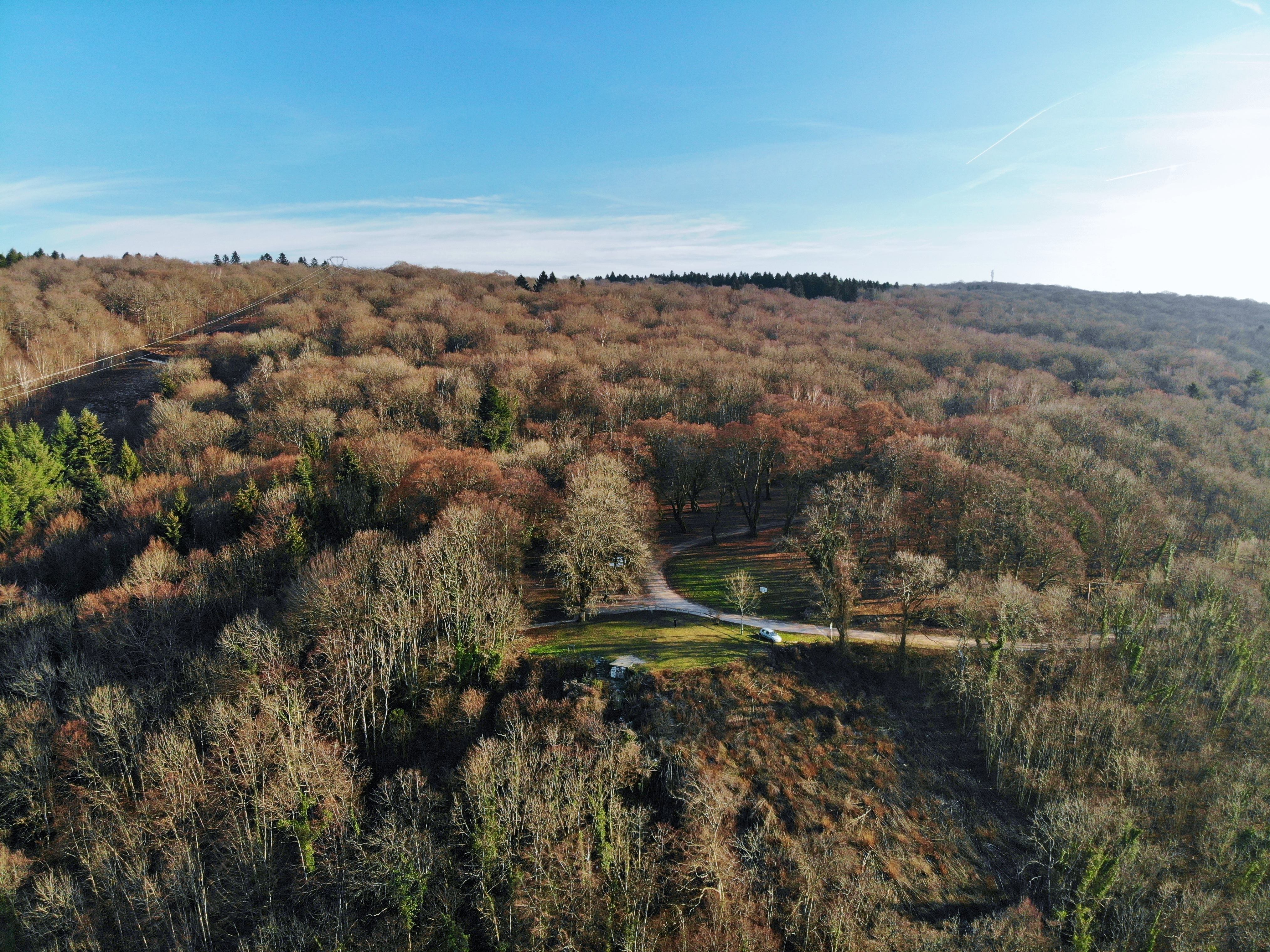
La Plaine de Perrigny

- La Plaine, qui est un lieu-dit situé dans les bois de Perrigny, c'était un lieu de rencontre et de commerce au Moyen Âge. Aujourd'hui, elle abrite des tilleuls bicentenaires voire tricentenaires [24].
- Une maison commune contenant l'ancienne mairie, et anciennement les logements de l'instituteur et de l'institutrice ainsi que les salles d'études.
- En 1793 existaient déjà 7 fontaines publiques et 11 puits privés dans les maisons. La plupart des fontaines comportait un bassin, un abreuvoir et un lavoir : parmi ceux-ci, certains étaient déjà couverts.
- Au XIXe siècle, on dénombre 8 fontaines avec abreuvoirs, 5 lavoirs et 3 réservoirs d'eau alimentant plusieurs fontaines (l'un d'eux prend sa source sous un rocher à 20 mètres de profondeur)[24]. Ces fontaines ont peu à peu disparu, à défaut d'entretien et à cause des travaux d'urbanisme.
- Les bois communaux, d'une surface de 509 hectares 56 ares, coupe de 13 hectares 2 ares (1854)[27].

## Vie locale

### Associations
- Zik'Live: Association organisant des concerts et des festivals.
- La Perrina : Chorale [77] créée le 11 septembre 1996[24].
- Yoga - Association Chemins d'Éveil.
- L'Union Sportive de Perrigny et Conliège (USPC)[78].
- Les Cocottes Perrignoises : Association autour d'un poulailler partagé[79].

### Jeux de quilles
Procès-verbal de l'adjudication d'un bail de jeux de quilles pour 6 ans en 1835  :
« En suite d'affiches apposées au lieu ordinaire, les dimanches 22 et 29 mars annonçant au public que l'adjudication des jeux de quilles de la commune de Perrigny se ferait devant l'église, après la messe paroissiale, pour six ans, à commencer dès 1835, avec dédite au bout de trois ans à charge par celle des parties qui en voudrait profiter d'avertir l'autre par écrit un mois à l'avance.
Nous Claude Pierre Putod, maire de ladite commune nous y sommes rendu et avons fait procéder ladite adjudication sous les clauses et conditions suivantes :
1) L'adjudication ne pourra faire jouer les dimanches et fêtes chômées pendant le temps des offices paroissiaux.
2) Le prix de cette adjudication sera versé entre les mains du Receveur municipal, chaque 30 décembre, l'adjudicataire restera chargé des frais d'enregistrement de la présente adjudication, laquelle devra être soumise à l'approuve de monsieur le Préfet.
Après un temps considérable, l'assemblée commençant à se dissoudre et personne n'ayant "surenchéri", nous avons tranché ladite adjudication au sieur Pernot Jean-Baptiste pour la somme de 57 Francs, lequel nous a fourni pour caution le sieur Clément Putod dudit Perrigny et ont tous deux signé avec nous... »
Fait double à Perrigny le 29 mars 1835.